# Seefeld in Tirol

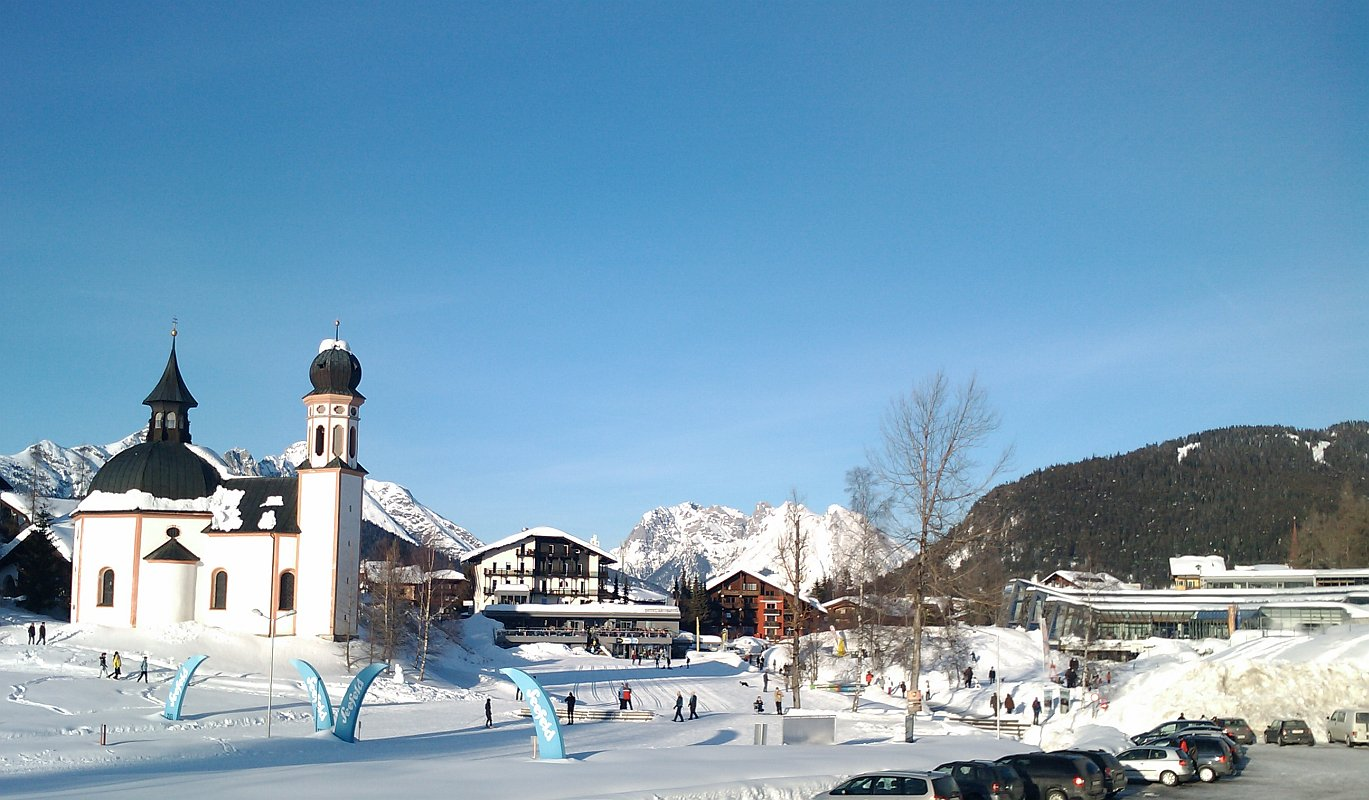
Blick von Süden auf Olympialoipe, Seekirchl, Nördliche Karwendelkette und Kongresszentrum (v. l. n. r.)

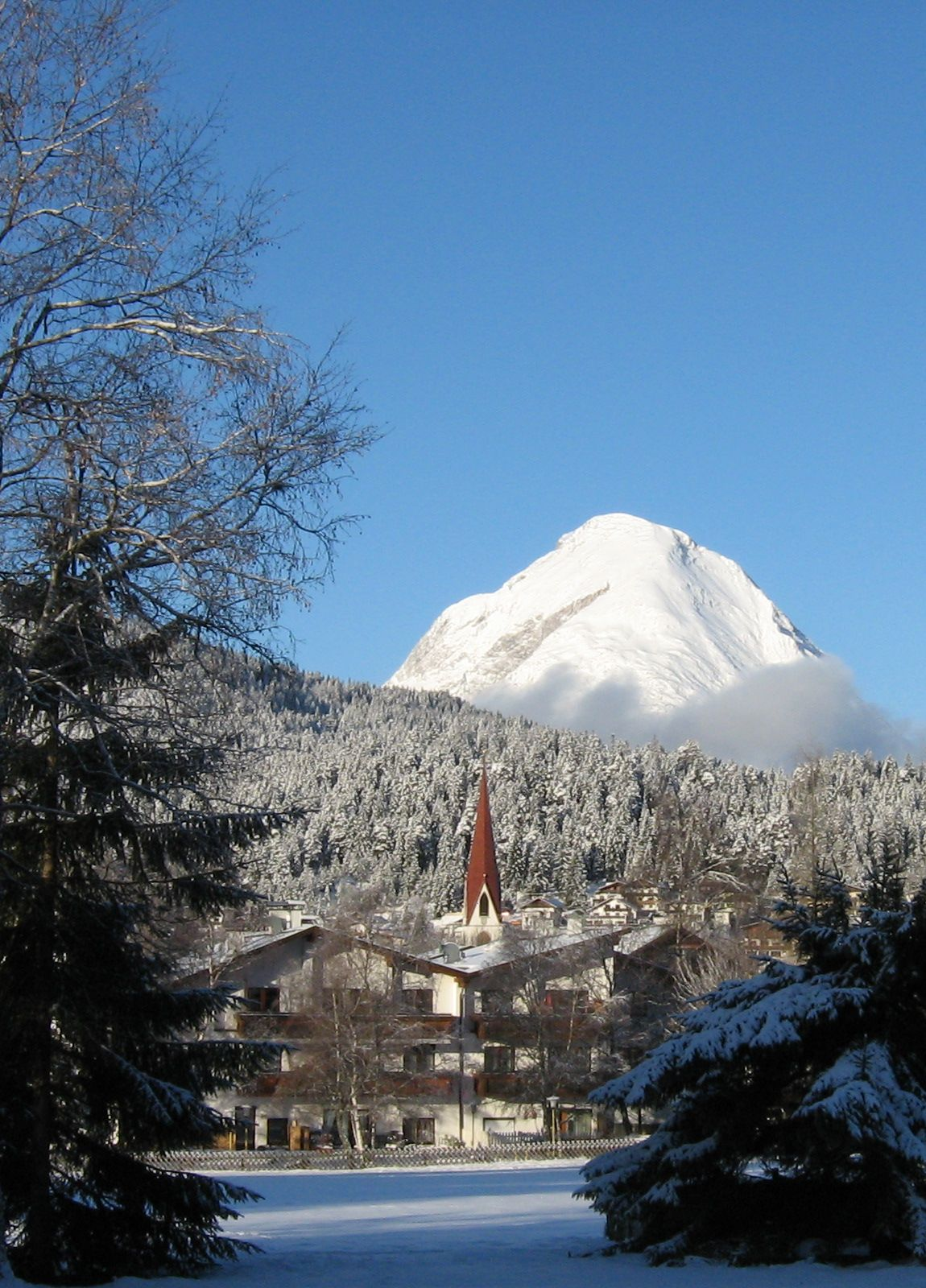
Seefeld und Hohe Munde

Seefeld in Tirol ist eine Gemeinde mit 3616 Einwohnern (Stand 1. Jänner 2025) und deren Hauptort im Bezirk Innsbruck-Land in Tirol (Österreich). Die Gemeinde liegt auf einer Hochebene zwischen Wettersteingebirge und Karwendel an einer seit dem Mittelalter bedeutenden Altstraße von Mittenwald nach Innsbruck. In der zweiten Hälfte des 11. Jahrhunderts erstmals urkundlich erwähnt und seit dem 14. Jahrhundert Wallfahrtsort, profitierte Seefeld nicht nur vom Besuch zahlreicher Pilger, sondern auch vom Niederlagsrecht als Handelsstation zwischen Augsburg und Venedig. Ebenfalls seit dem 14. Jahrhundert wurde im Ort Tiroler Steinöl gewonnen und weithin gehandelt. Bereits vor 1900 war Seefeld als Urlaubsort beliebt und gehört als bekanntes Wintersportzentrum seit den 1930er Jahren zu den am stärksten besuchten Fremdenverkehrsorten Österreichs. Die Gemeinde, die bereits mehrmals Austragungsort Olympischer Winterspiele war, liegt im Gerichtsbezirk Innsbruck.

## Geographie
Seefeld liegt rund 17 Kilometer nordwestlich von Innsbruck und etwa 10 Kilometer von der deutschen Grenze entfernt auf dem Seefelder Plateau, das von der Mieminger Kette, dem Wettersteingebirge und der Erlspitzgruppe, dem südwestlichsten Teil des Karwendels, umgeben ist.

### Nachbargemeinden
Im Nordwesten grenzt Seefeld an Leutasch (Ortsteil Weidach), im Nordosten an Scharnitz (Ortsteil Gießenbach). Die östliche Gemeindegrenze zu Zirl verläuft über den Grat von Seefelder Joch und Seefelder Spitze. Im Süden liegt Reith (Ortsteil Auland) und im Westen Telfs (Ortsteil Mösern).

### Entfernungen
| Ulm 150 km        | Augsburg 120 km                             | München 95 km   |
| Bregenz 110 km    | Kompassrose, die auf Nachbargemeinden zeigt | Salzburg 150 km |
| St. Moritz 140 km | Bozen 95 km                                 | Innsbruck 17 km |

### Topographie
Das auf etwa 1200 m ü. A. gelegene Seefelder Plateau, das zum Tiroler Mittelgebirge gezählt wird, fällt etwa 4 Kilometer südöstlich von Seefeld an der Linie Buchen-Mösern-Zirler Berg steil zum 600 Meter tiefer liegenden Inntal ab. Die Senke um den Seefelder Sattel entstand bereits in der Gebirgsbildung durch Schichtenniederbiegung. Für die heutigen Landschaftsformen sorgte in der Würm-Eiszeit die östliche Zunge des Isar-Loisach-Gletschers, der seinerseits ein Ausläufer des Inn-Gletschers war. Nach dessen Abschmelzen füllten sich die zahlreichen durch Geschiebemergel abgedichteten Hohlformen mit Wasser und formten unter anderem den namensgebenden Wildsee am südlichen Ortsrand.
Die bebaute Fläche reicht vom Kirchwald im Westen bis zur Seefelder Straße am Fuß des Härmelekopfs. Im Norden wird sie durch die unterhalb des Schlossbergs gelegene Klamm des Seebachs begrenzt, der Pfarrhügel als Ausläufer des Gschwandtkopfs im Süden reicht bis an den Ortskern. Nordöstlich des Ortes erstreckt sich das Gemeindegebiet auf die zum größten Teil bewaldeten Hänge nördlich der Seefelder Spitze bis hinunter ins Tal des Gießenbachs. An der Grenze zu Scharnitz am Ende der Reiserigklamm liegt am Talboden des Drahnbachs mit 1025 m ü. A. der tiefste Punkt des Gemeindegebietes, der höchste befindet sich Luftlinie 3,3 Kilometer südsüdöstlich davon auf dem Gipfel der 2221 m ü. A. hohen Seefelder Spitze.

### Gewässer

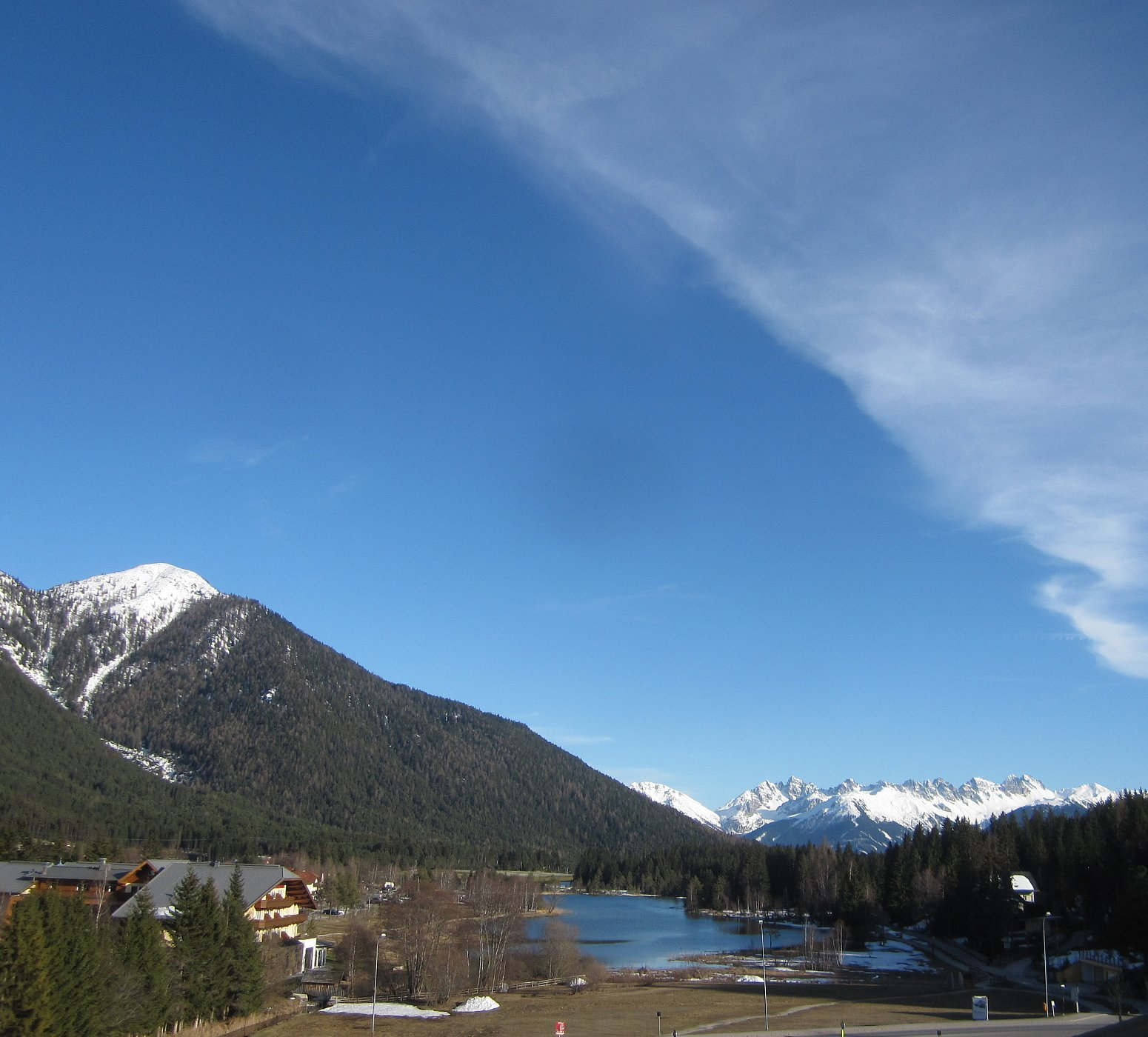
Der namensgebende Wildsee, im Hintergrund die Kalkkögel

Am Osthang des Seefelder Jochs entspringen die Zuflüsse des Haglbaches, der durchs Hermannstal nach Westen verläuft, sich bei Erreichen des Plateaus dann entlang der Gemeindegrenze nach Süden wendet und den Wildsee speist. Der Wildsee ist durch den Sedimenteintrag des Haglbachs von Verlandung bedroht. Zukünftig soll ein östlich der Innsbrucker Straße ausgebaggerter Teich diese Sedimente aufnehmen. Der Abfluss des Wildsees, nun Seebach genannt, durchläuft Seefeld Richtung Norden und nimmt kurz nach dem Ortskern den Raabach auf. Bei Peter Anich 1762 ist dieser Abschnitt als Mühlbach verzeichnet.
Der Raabach hat im Südosten beim Möserer Mähder seine Quelle und war ehemals zu einem See gestaut, der dem Seekirchl seinen Namen gab. Unterhalb des Schlossbergs befindet sich nahe dem Seebach eine radonhaltige Quelle, die unter dem Namen Franz-Josefs-Quelle im Jahr 1900 erstmals im Verzeichnis der Kurorte und Bäder der K.K. Statthalterei für Tirol und Vorarlberg erwähnt ist und bis 1984 als Heilbad genutzt wurde. Der Radongehalt ist mit
117 Becquerel pro Liter eher gering (der Grenzwert für Trinkwasser beträgt 1000 Bq/l).
Der an der Wildmoosalm unterhalb des gleichnamigen Sees entspringende Klammbach verläuft nordwestlich des Ortes jenseits des Geigenbühel, passiert die Triendlsäge (dort ein 450 m³ fassender Speicherteich für ein Kleinkraftwerk mit 45 kW) und vereinigt sich am Lehenwald kurz vor der Bodenalm mit dem Seebach zum Drahnbach. Dieser fließt Richtung Scharnitz und mündet dort in den Isarzufluss Gießenbach.
Der Speichersee auf 1578 m ü. A. nahe der Rosshütte (Kaltwassersee genannt nach dem dortigen Flurnamen) fasst 66.500 m³ und erhält sein Wasser aus dem öffentlichen Versorgungsnetz. Seit 2015 wird er zusätzlich zwischen April und August aus der Quelle Blauer Schrofen unterhalb der Seefelder Spitze gespeist. Die zulässige Gesamtentnahme aus dem Kaltwassersee für die Beschneiung wurde im Jahr 2009 von 100.000 m³ auf 165.000 m³ pro Jahr erhöht, 2017 auf 300.000 m³. 2016 war der Antrag auf Zufügung bakterieller Kristallisationskeime („Snomax“) von der Tiroler Landesregierung abgelehnt worden.

### Flächennutzung
Von den 1738 ha Fläche sind 1103 ha bewaldet (63,4 Prozent), 312 ha sind landwirtschaftliche Nutzfläche und Freizeitgrünfläche (17,9 Prozent) und 102 ha sind bebaut (5,9 Prozent). Gewässer und Feuchtflächen beanspruchen 13 ha (0,7 Prozent) und die restlichen 208 ha sind Ödland (12 Prozent). Als Dauersiedlungsraum werden 340 ha betrachtet (19,6 Prozent der Gemeindefläche), dieser ist zu 31 Prozent bebaut. Seine größte Ausdehnung hat das Gemeindegebiet in Südwest-Nordost-Richtung mit 8,1 Kilometern, in Nordwest-Südost-Richtung sind es zwischen Hermannstal und Lehenwald dagegen nur 1,5 Kilometer.
Die Landnutzung gemäß CLC-Daten verteilt sich wie folgt:

### Geologie

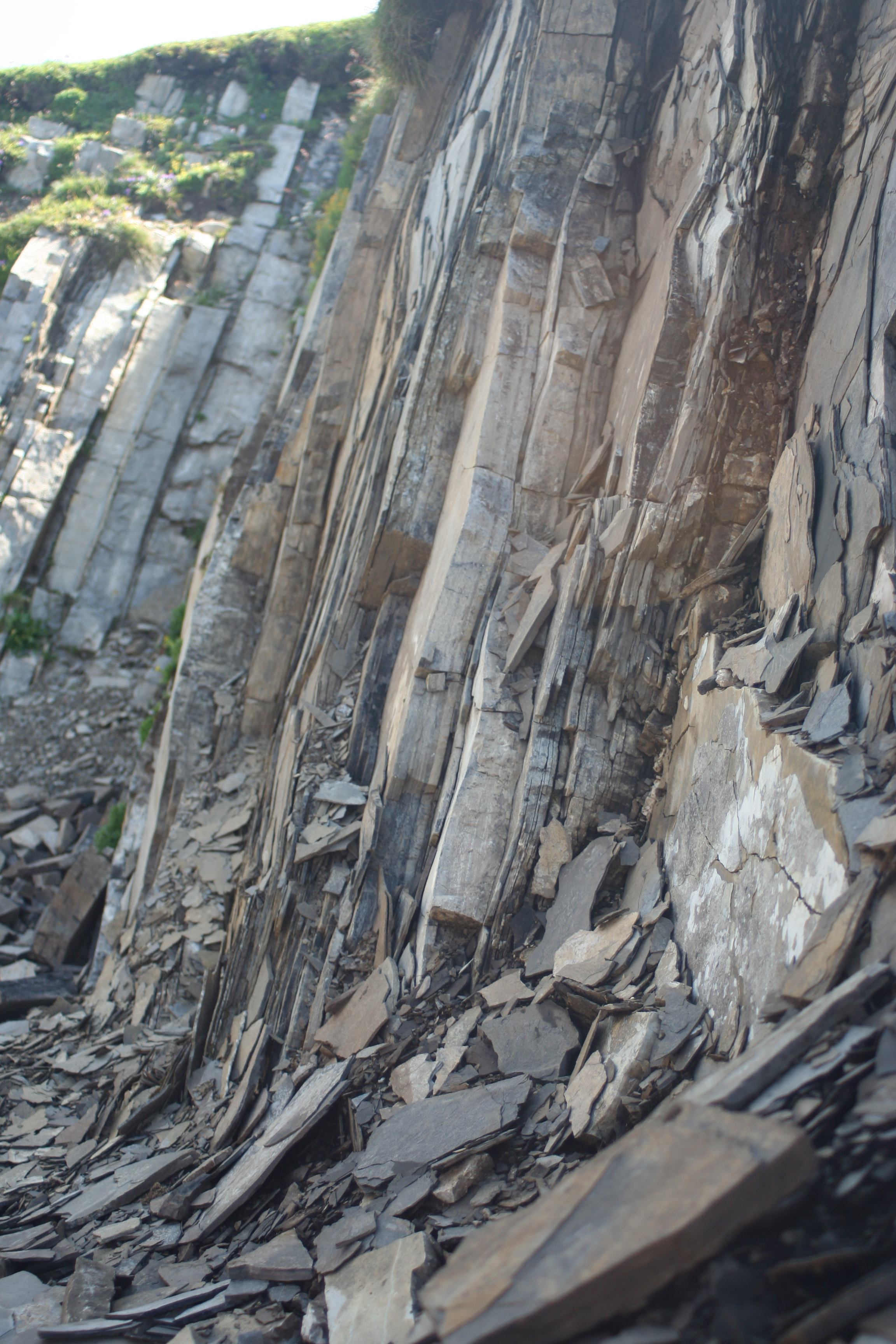
Seefeld-Formation

In Seefeld dominierend sind die Hauptdolomit-Schichten, die für die Nördlichen Kalkalpen typisch sind und zur Inntaldecke zählen. Pfarrhügel und Schlossberg sind Moränenablagerungen, ebenso der Nordosthang des Geigenbühel, Krinz, die Bodenalm und der Bergrücken der Rosshütte. Zwischen den Hauptstraßen Münchner und Innsbrucker Straße und der Seefelder Straße erstreckt sich der 40 Meter hohe Schwemmkegel des Haglbachs.
Lokale Besonderheit ist die kerogen- und bitumenreiche Seefeld-Formation, die sich in isolierten Becken und Vertiefungen der Hauptdolomit-Lagune bildete, wo schwefelwasserstoffhaltiges Wasser in Bodennähe die Fauna absterben ließ. Diese Beckenfazies sind bis zu 650 Meter mächtig. Neben zahlreichen Funden fossiler Fische und Pflanzen und vereinzelter Flugsaurier wurde kürzlich der erste Langobardisaurus außerhalb Italiens entdeckt.
Die Gesteine der Seefeld-Formation wurden von etwa 1350 bis 1964 abgebaut, um daraus Tiroler Steinöl (ab 1884 auch zu Ichthyol weiterverarbeitet) zu gewinnen. Das wichtigste Bergbaurevier lag westlich der Reither Spitze im Gebiet der Reither Jochalm.
In Seefeld gefundene Geschiebe („Findlinge“) stammen aus den Albula-Alpen (Julier-Granit) und den Ötztaler Alpen (Epidot und Granatamphibolit).

### Klima
Aufgrund seiner Höhe hat Seefeld ein Klima mit Mittelgebirgscharakter und liegt in der montanen Stufe unterhalb der alpinen Zone. Die Lage am Nordrand der Alpen sorgt bei von der Biskaya kommenden Tiefdruckgebieten (Nordwestlage) für ergiebige Niederschläge, andererseits staut das Wettersteinmassiv auch die Wolken auf, so dass das Seefelder Plateau trotz aufziehenden Schlechtwetters oft noch in der Sonne liegen kann. Auch Föhnlagen kommen vor (höchste gemessene Temperatur im Oktober: 23 °C).
Die durchschnittliche Temperatur beträgt 5,1 °C, der jährliche Niederschlag 1165,3 mm. Die wärmsten Monate sind Juli und August mit durchschnittlich 14,3 bzw. 13,8 °C und die kältesten Jänner und Februar mit −3,2 bzw. −2,8 °C im Mittel. Am 2. Februar 1956 fiel das Thermometer in Seefeld auf −32,5 °C, was den Kälterekord für Tirol bedeutet. Die niedrigste Temperatur seit 1975 wurde mit −27,4 °C ebenfalls in einem Februar gemessen, die höchste im Juli mit 32,2 °C. Die Monate mit den meisten heiteren Tagen (Bewölkung unter 20 Prozent) sind Dezember bis Februar, die wenigsten trüben Tage (Bedeckung über 80 Prozent) gibt es im Oktober.
Der niederschlagsreichste Monat ist Juli mit durchschnittlich 153,4 mm, der trockenste ist Oktober mit 64,8 mm. Im Winter fallen über 4 Meter Neuschnee, an 110 Tagen im Jahr erreicht die Schneedecke 20 Zentimeter oder mehr. Die Wahrscheinlichkeit für Weiße Weihnachten liegt bei 85 Prozent, die für Schneefall an Heiligabend bei 25 Prozent.
|                       | Jan  | Feb  | Mär  | Apr  | Mai  | Jun   | Jul   | Aug   | Sep  | Okt  | Nov  | Dez  |   |         |
| Mittl. Tagesmax. (°C) | 2,2  | 3,1  | 6,3  | 9,7  | 15,3 | 17,5  | 20,2  | 19,8  | 16,4 | 12,2 | 5,1  | 2,3  | ⌀ | 10,9    |
| Mittl. Tagesmin. (°C) | −6,9 | −6,7 | −3,7 | −0,4 | 3,9  | 6,7   | 9,1   | 9,1   | 6,0  | 2,1  | −3,3 | −6,1 | ⌀ | 0,9     |
|                       |      |      |      |      |      |       |       |       |      |      |      |      |   |         |
| Niederschlag (mm)     | 74,8 | 77,2 | 80,6 | 70,4 | 97,8 | 140,6 | 153,4 | 141,8 | 92,8 | 64,8 | 85,8 | 85,3 | Σ | 1.165,3 |
|                       |      |      |      |      |      |       |       |       |      |      |      |      |   |         |
| Regentage (d)         | 8,7  | 8,9  | 10,9 | 11,4 | 12,6 | 15,6  | 15,0  | 14,4  | 10,9 | 8,5  | 10,3 | 10,1 | Σ | 137,3   |
|                       |      |      |      |      |      |       |       |       |      |      |      |      |   |         |
| Luftfeuchtigkeit (%)  | 74,3 | 73,7 | 72,2 | 71,4 | 68,8 | 71,2  | 71,3  | 74,1  | 74,9 | 73,9 | 76,7 | 76,0 | ⌀ | 73,2    |

| −6,9 |

| −6,7 |

| −3,7 |

| −0,4 |

| 3,9 |

| 6,7 |

| 9,1 |

| 9,1 |

| 6,0 |

| 2,1 |

| −3,3 |

| −6,1 |

| −6,9 |

| −6,7 |

| −3,7 |

| −0,4 |

| 3,9 |

| 6,7 |

| 9,1 |

| 9,1 |

| 6,0 |

| 2,1 |

| −3,3 |

| −6,1 |

## Geschichte

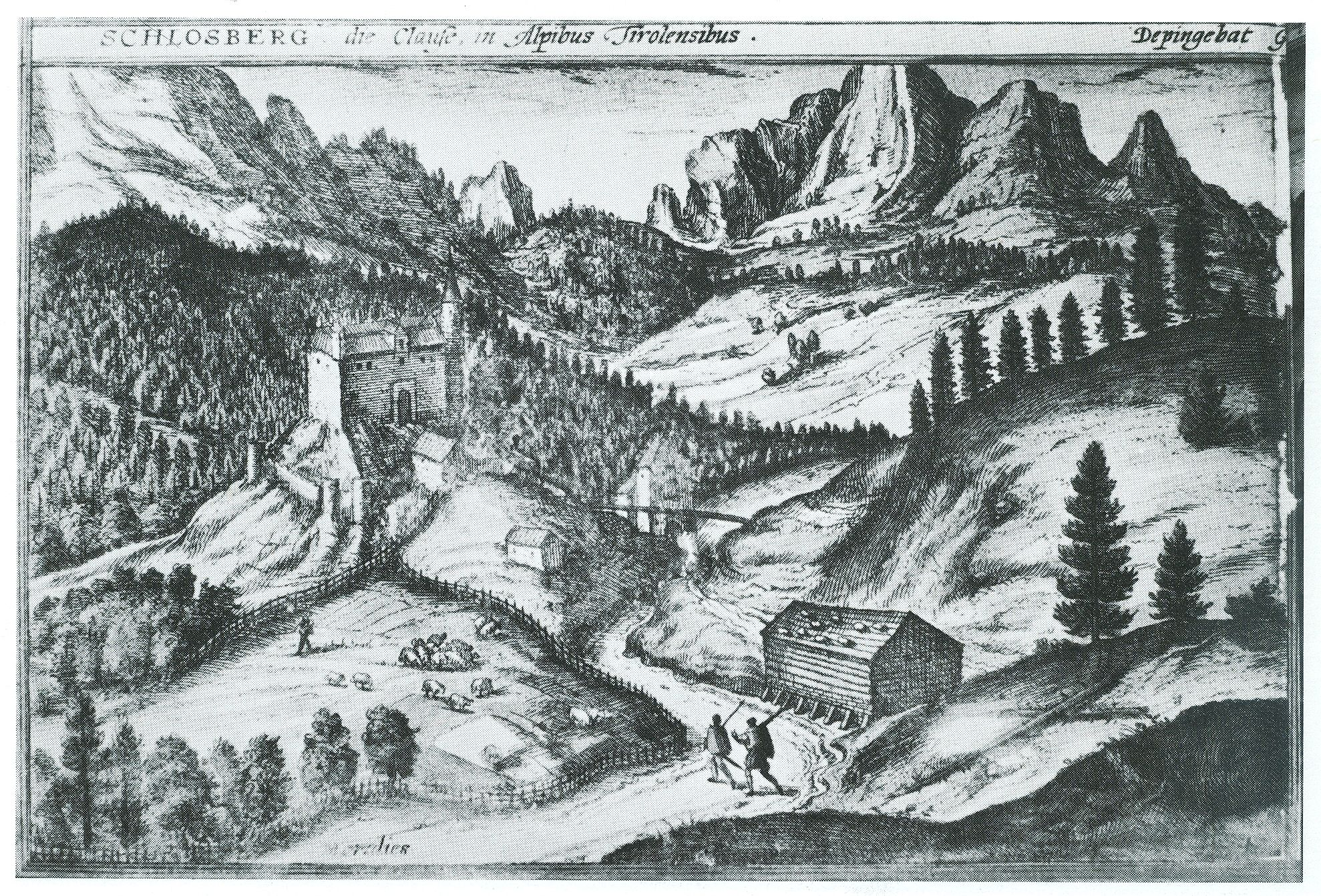
Schlossberg bei Seefeld
(Georg Hoefnagel, 1590)

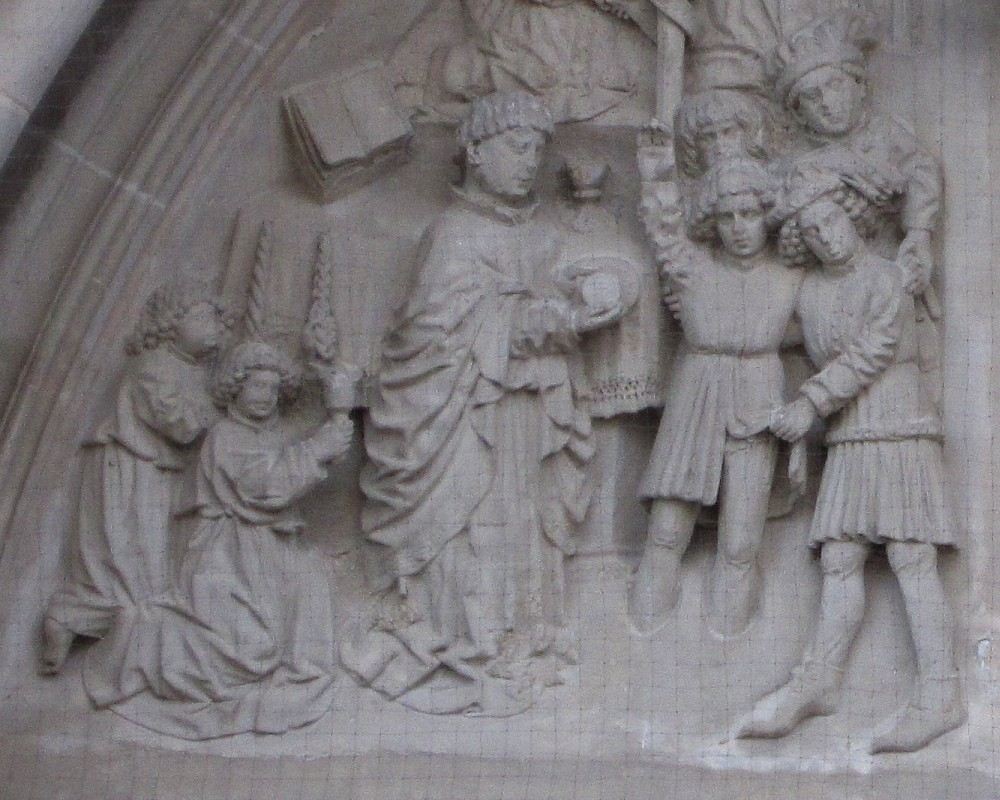
Darstellung des Hostienwunders auf dem Portal der Wallfahrtskirche

Kloster Seefeld

St. Oswald mit Kloster, im Hintergrund das Seekirchl

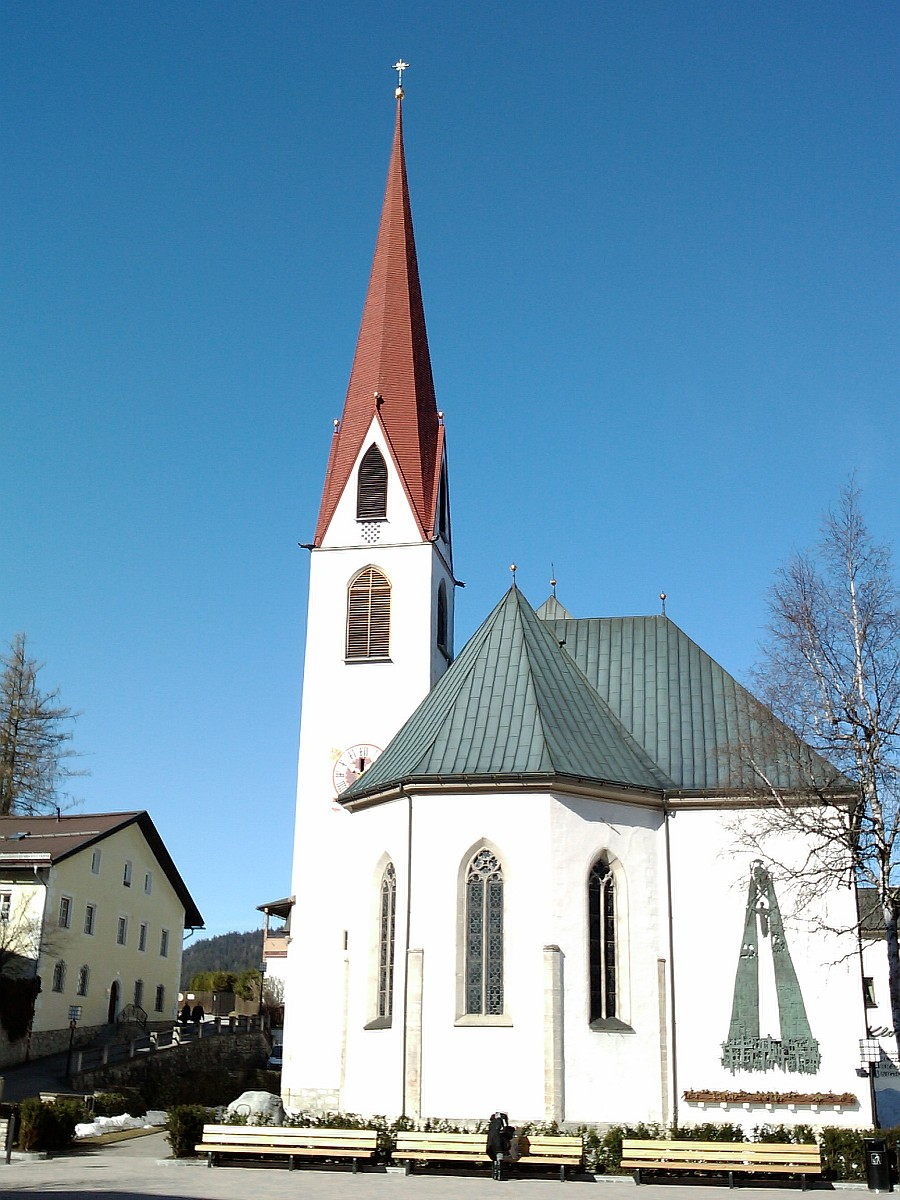
Wallfahrtskirche St. Oswald, links: Pfarrhof

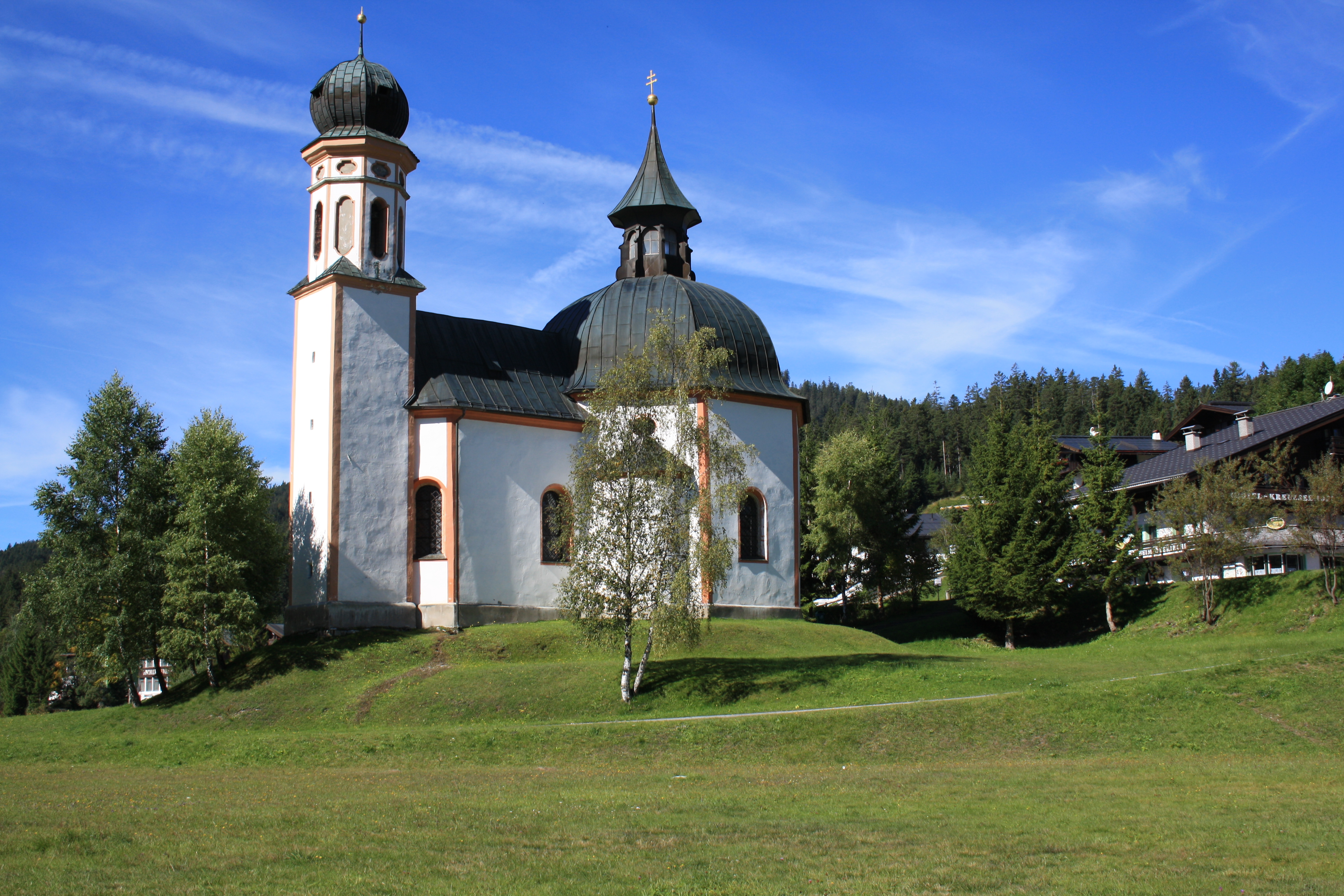
Das Seekirchl Heilig Kreuz in Seefeld

Im Torf bei Seefeld gefundene Pfahlbaureste und eine Bernsteinperle deuten darauf hin, dass auf dem Seefelder Plateau ein Siedlungsplatz an einer der bronzezeitlichen Bernsteinstraßen war. Der alte Handelsweg wurde nach der Eroberung des Alpenvorlandes durch Drusus und Tiberius im Jahr 15 v. Chr. als Karrenweg über den Brenner (per Alpes Norias) und den Seefelder Sattel angelegt bzw. weiterbenutzt. Die über das Seefelder Plateau verlaufende Route wurde im zweiten Jahrhundert n. Chr. unter Septimius Severus zur Römerstraße befestigt und führte als Via Raetia von Pons Drusi (Bozen) über Veldidena (Innsbruck-Wilten) nach Augusta Vindelicorum (Augsburg). Für die Zeit Theoderichs des Großen schildert Cassiodor in seinen Variae die im Inntal ansässigen Breonen als Grenzwache am Scharnitzpass.

### Mittelalter
Durch das 763 gegründete Kloster Scharnitz bei Mittenwald war die Gegend auf dem Plateau als Scharnitzwald bekannt. Die erste Nennung Seefelds („Seuelt“) erfolgte in den Jahren 1073–1078 in einer Aufzeichnung des Hochstifts Freising über den Grenzverlauf im Werdenfelser Land.
Mit dem Bau einer Brücke über den Inn durch die Grafen von Andechs um das Jahr 1170 begann der Aufstieg Innsbrucks zum Handelsplatz und die Wiederbelebung der alten Fernstraße als Via Imperii. Mönche des Klosters Benediktbeuern siedelten ab etwa 1180 auf der Seefelder Hochfläche Bauern an, nachdem sie ein Waldgebiet von den Andechsern geschenkt bekommen hatten und roden ließen. Zur Sicherung der Handelsstraße (im Jahr 1239 war das Stadtrecht Innsbrucks urkundlich verbrieft worden) wurde 1248 an der Engstelle im Norden der Siedlung die Burg Schlossberg (Lage) errichtet, deren Pfleger die Niedere Gerichtsbarkeit innehatte.
Im Jahr 1284 ging die Burg von den Grafen von Eschenlohe an die Grafen von Tirol über und bildete die Grenzbefestigung zur Grafschaft Werdenfels. Auch die kirchliche Aufteilung folgte dieser Grenze: Scharnitz gehörte zum Bistum Freising, Seefeld und Oberleutasch zum Bistum Brixen. Dennoch versuchte die Grafschaft Werdenfels, unter Berufung auf die Bistumsgrenzen von 1060 und eigene Grenzbeschreibungen, Gebietsansprüche bis an den Ortsrand von Seefeld aufrechtzuerhalten. Das Ziel Tirols war dagegen, die Landesgrenze nach Norden hin zum strategisch wichtigen Scharnitzpass zu verschieben.
Die Verleihung des Wegbaues „in die Scharnitz“ an die Stadt Innsbruck (also die Erhaltung der Straße gegen Wegzoll) im Jahr 1332 brachte Seefeld das Niederlagsrecht: es wurde ein Ball(en)haus errichtet und Seefeld wurde Station des Rodfuhrwesens an der „unteren Straße“ (die „obere Straße“ führte über Fernpass und Reschenpass). Der Bergbau zur Gewinnung des Tiroler Steinöls wurde erstmals 1350 urkundlich erwähnt. Der Sage nach handelte es sich dabei um Blut des Riesen Thyrsus, es wurde darum auch unter dem Namen Dürschöl verkauft und die Händler nannte man Dirschler.
Bei Ausbruch des Tiroler Erbfolgekrieges im Jahr 1335 wurde die Burg als wichtige Grenzfeste zusätzlich befestigt und die Kosten dafür durch eine steure nova eingehoben. Trotz dieser Vorkehrungen wurde die Burg 1365 und 1368 durch bayerische Truppen erobert, konnte aber wenig später durch ein tirolisches Aufgebot zurückerobert werden. Im Schärdinger Frieden von 1369 wurde die Burg an die damals noch gemeinsam regierenden Herzöge Albrecht und Leopold von Österreich zurückgegeben.
Am Gründonnerstag 1384 soll sich das Hostienwunder von St. Oswald ereignet haben. Die Legende berichtet, dass der Ritter Oswald Milser, damals Pfleger auf Burg Schlossberg, in seinem Hochmut vom Pfarrer die Kommunion in Form der großen Hostie, wie sie dem Priester vorbehalten ist, verlangte. Sobald die Hostie seine Zunge berührte, versank er bis zu den Knien im Boden. Der Ritter bereute seine Tat und auf der Hostie zeigten sich blutige Male. Dieses Ereignis war Auslöser für eine viel besuchte Wallfahrt, die auch von den Landesfürsten gefördert wurde. Der Ansturm der Pilger war so groß, dass Herzog Friedrich IV. 1423–1431 eine größere Kirche erbauen ließ. Die blutige Hostie wurde noch bis ins 20. Jahrhundert gezeigt und verehrt.
Um 1430 benutzten bereits 6500 Frachtwagen pro Jahr den Weg über Seefeld, 90 Prozent des Landverkehrs zwischen Augsburg und Venedig. Herzog Siegmund der Münzreiche veranlasste, dass der am Schlagbaum am Südende des Dorfes erhobene Wegzoll an die Seefelder Pfarre ging und nicht mehr an die Landesregierung. Außerdem ließ er einen etwa 30 ha großen, um das Jahr 1808 wieder trockengelegten See anlegen, nach dem das Seekirchl benannt ist. Der künstliche Damm des Ablass- oder Kreuzsee genannten Gewässers (Lage) wurde erst 1975 beim Bau des Sport- und Kongresszentrums abgetragen.

### Neuzeit
Der im Jahr 1480 erfolgte Ausbau des Kunterswegs zur Fahrstraße ermöglichte es Siegmund dem Münzreichen, nach Beginn des Krieges gegen die Republik Venedig die bedeutenden Bozner Märkte ab 1487 nach Mittenwald zu verlegen. In der Folge nahm der Verkehr über den Seefelder Sattel stark zu und auch die 1485 erfolgte Gründung einer Faktorei der Fugger in Innsbruck trug dazu bei, dass der Weg von Augsburg über Seefeld, Innsbruck und den Brenner nach Verona die wichtigste Handelsstraße zwischen Norditalien und Bayern blieb und die „obere Straße“ weiterhin in den Schatten stellte. Wohl aus finanzieller Abhängigkeit von Georg Gossembrot, dem Burgherrn von Ehrenberg bei Reutte, erließ Siegmund im Jahr 1488 eine Weisung, Waren nach Augsburg über Telfs und den Fernpass und nicht mehr über den Zirler Berg und Scharnitz zu transportieren.
Dafür verbesserte die Fertigstellung der Kesselbergstraße bei Kochel am See im Jahre 1495 die Anbindung nach München, das 1506 mit dem Primogeniturgesetz zur alleinigen Hauptstadt Bayerns wurde. Die Via Imperii blieb eine wichtige Pilgerroute; so ist „Seefelt“ als Station auf der Romweg-Karte des Erhard Etzlaub aus dem Jahr 1500 verzeichnet und Martin Luther übernachtete auf dem Rückweg von Rom im März 1511 in Seefeld.
Am 20. Oktober 1500 ratifizierten Siegmunds Nachfolger Maximilian I. und Fürstbischof Philipp von Freising einen im Jahr zuvor abgeschlossenen Vertrag, der die Grenze Tirols bis auf einen Kilometer vor Scharnitz nach Norden hin verlegte.
Um die einnahmeträchtige Wallfahrt zu erhalten und zu fördern, stiftete den Maximilian den Bau eines Klosters. Dessen Bau dauerte von 1516 bis 1604 und nach Fertigstellung wurde die Abtei Augustinermönchen übergeben. Neben Holzwirtschaft (im Jahr 1785 besaß das Kloster 750 Morgen Wald) und Fischerei (im Jahr 1782 wurden aus dem Kreuzsee sechzehn Zentner Fische abgefischt) wurde ein Hospiz und eine Brauerei betrieben.
Erzherzog Ferdinand von Tirol überschrieb die Burg Schlossberg 1586 mit allen Besitztümern der Pfarre Seefeld, die 1604 dem Kloster inkorporiert wurde. Auf der Burg war nun nur mehr ein Wächter wohnhaft.
Im Dreißigjährigen Krieg (1618–1648) blieb Seefeld von Zerstörungen verschont, nicht zuletzt aufgrund der 1633 errichteten Grenzbefestigung Porta Claudia am Scharnitzpass. Nachdem Erzherzog Leopold V. bei einem Jagdausflug im Jahr 1628 vom „wundertätigen Kruzifix“ erfahren hatte, stiftete er die Errichtung einer Kapelle. Als deren Standort wurde die im Stausee befindliche Felseninsel gewählt und bis 1632 wurde das Seekirchl nahezu fertiggestellt, die Gestaltung des Innenraums zog sich jedoch bis 1666 hin. Die Wallfahrt nahm wieder zu, bis zu 12.000 Pilger kamen im Laufe eines Jahres nach Seefeld.
1664 wurde durch Vertrag zwischen dem Grafen Thurn und Taxis und dem bayrischen Kurfürsten Ferdinand Maria ein neuer Postkurs der Reichspost von München über den Seefelder Sattel nach Innsbruck eingerichtet. Die Rückverlegung des Mittenwalder Marktes nach Bozen im Jahr 1679 und der Niedergang Augsburgs als Wirtschaftszentrum in Folge des Dreißigjährigen Krieges ließ den Warenverkehr jedoch abebben. Tirol war dafür mittlerweile ein Zentrum der Kanarienvogelzucht geworden und im 18. Jahrhundert entwickelte sich zwischen Innsbruck, Augsburg und Nürnberg ein reger Handel. Der Zustand der Straße hatte sich jedoch so weit verschlechtert, dass vermehrt die Route über Reutte oder durch das Achental genutzt wurde und 1775 die Taxispost über Kufstein und das Inntal geleitet wurde.
Viel Aufsehen erregte im Mai 1783 eine acht Tage lang dauernde, öffentlich durchgeführte Teufelsaustreibung an einem 15-jährigen Ötztaler Bauernmädchen in Seefeld. Über zweitausend Schaulustige, die auch aus Mittenwald, Reutte und Telfs angereist waren, verfolgten die Prozedur in dem damals nur gut 400 Einwohner zählenden Ort. Im Jahr zuvor hatte der aufklärerisch orientierte Joseph II., der Klöster als „Quellen des Aberglaubens und des religiösen Fanatismus“ ansah, mit der Aufhebung „unnützer“ Klöster begonnen. Am 11. Juli 1783 erklärte ein Hofdekret die Aufteilung des salzburgisch-tiroler Verbandes der Augustinerklöster, so dass sich der nun entstandene Tiroler Verband neu formieren musste. Das Kloster Seefeld, das damals fünfzehn Patres, einen Kleriker und vier Laienbrüder umfasste, wurde bei der Neuorganisation der Seelsorge als entbehrlich befunden und am 6. März 1785 aufgehoben. Im Spätsommer 1785 verließen die Mönche Seefeld.
Das Gericht Schlossberg wurde 1787, dem Einführungsjahr des Josephinischen Gesetzbuchs, dem Gericht Hörtenberg einverleibt, das zuvor schon über die Hohe Gerichtsbarkeit für Seefeld verfügte.

### 19. Jahrhundert
Das Stift Stams übernahm die Seelsorge und kaufte im Jahr 1800 die Immobilien des verlassenen Klosters für 27.000 fl. Nach der Einnahme der Porta Claudia am 4. November 1805 durch die französischen Truppen unter Marschall Michel Ney und General Louis Henri Loison im Dritten Koalitionskrieg lagerten 800 Soldaten im Ort und plünderten Kirche und Kloster. Nachdem Tirol im Frieden von Pressburg am 26. Dezember 1805 an das Kurfürstentum Bayern abgetreten worden war, wurde die Säkularisation auch auf das neuerworbene Staatsgebiet ausgedehnt und das nun endgültig ehemalige Kloster im März 1808 für 23.000 fl. an zwei Bürger in Seefeld verkauft. Danach wurden in den Gebäuden Gasthäuser und zwei Brauereien betrieben. Der Kreuzsee wurde abgelassen und vom mehr oder minder erfolgreichen Hopfenanbau auf dem Gelände des ehemaligen Sees bekamen die Seefelder ihren Ortsnecknamen „Höpfeler“.
Während des Tiroler Volksaufstands brannten Soldaten am 31. Juli 1809 den Pfarrhof, das Posthaus und 14 Wohngebäude nieder und nutzten die Kirche, die wie das ehemalige Kloster stark beschädigt worden war, als Pferdestall.
Neben Flachsproduktion und Holzernte war das Sammeln von Ameiseneiern und deren Verkauf auf dem Innsbrucker Markt als Futter für die dort gehandelten Kanarienvögel eine nennenswerte Einnahmequelle. Auch Torf wurde wegen des vergleichsweise guten Brennwerts abgebaut. 1845 begann mit der Gründung der I. tirolischen Asphaltgewerkschaft am Gießenbach die Industrialisierung der Steinölbrennerei und Asphaltherstellung. Dies stellte sich als ertragreich heraus, so dass Erzherzog Maximilian von Österreich-Este das nach ihm benannte Hüttenunternehmen bei Seefeld finanzierte. Die Hoffnung, mit der ab 1858 betriebenen Destillation des gefragten Lampenbrennstoffs Petroleum große Gewinne zu machen, zerschlug sich mit dem wenig später importierten, günstigeren Petroleum aus Erdöl. Die industrielle Produktion wurde aufgegeben und ab Mitte der 1860er Jahre wurde die Steinölbrennerei wieder handwerklich von Ortsansässigen betrieben. Ab 1884 wurde dann mit der Sulfonierung des Steinöls der Grundstein für die Vermarktung unter dem Markennamen Ichthyol gelegt.
Durch den Bau der Bahnstrecke zwischen Rosenheim und Innsbruck 1858 sowie der Brennerbahn 1867 verlor die Straße über den Seefelder Sattel an Bedeutung. Überregional wurde die Gegend durch Hermann von Barths 1874 erschienenes Buch „Aus den Nördlichen Kalkalpen“ bekannt und 1876 gab es bereits autorisierte Bergführer für Seefeld. Die Arlbergbahn sorgte ab 1883 für eine Zunahme des Fremdenverkehrs, so dass Seefeld im Herbst 1885 bereits unter den meistbesuchten Ortschaften genannt wird. Im Mai 1891 wurde von der Post eine tägliche Omnibusverbindung von Zirl über Seefeld nach Partenkirchen eingerichtet, 1897 kam eine private Linienverbindung hinzu. 1898 errichtete man die Nördlinger Hütte, 1908 das Karwendelhaus. In demselben Jahr wird Seefeld auf einer Ansichtskarte als „sehr beliebter Sommerfrischort am schönen Gebirgssee“ beschrieben, zwei Stunden von der Bahnstation Zirl entfernt und „Ausgangspunkt der Partie nach Leutasch und ins bayrische Oberland“. Dennoch arbeiteten die Seefelder zu Beginn des 20. Jahrhunderts fast ausschließlich in der Land- und Forstwirtschaft, im Fuhrwerksverkehr und im Bergbau zur Herstellung und Verkauf von Steinöl.

### 20. Jahrhundert
Der Bau der Karwendelbahn 1912 verbesserte die Anbindung Seefelds weiter. In der Folge und nach dem Ersten Weltkrieg nahm der Tourismus seinen Aufschwung, nicht zuletzt durch die gute Erreichbarkeit aus München, die sich mit der Elektrifizierung der Bahnstrecke München–Garmisch-Partenkirchen und dem durchgehenden Karwendel-Zug noch verbesserte. In den 1920er Jahren stieß das Skifahren auch außerhalb der Berge auf immer größeres Interesse und der Winter entwickelte sich zur zweiten Urlaubssaison. Mehrere Skischulen wurden gegründet, deren prominentester Skilehrer der mehrfache Skiweltmeister Anton Seelos war.
In den 1930er Jahren war Seefeld nach Innsbruck der Ort in Tirol mit den meisten Nächtigungen. Von 200.000 Übernachtungen im Jahr 1932 gingen über 176.000 auf deutsche Urlauber zurück (Innsbruck: 407.000 und 183.000) und in der Wintersaison 1932/33 waren von 13.000 Touristen über 12.000 aus Deutschland. Umso härter wurde Seefeld von der Tausend-Mark-Sperre getroffen: im Winter 1933/34 kamen nur noch 1.200 Gäste, davon 24 (!) aus Deutschland und die Anzahl der Nächtigungen 1934/35 sank auf 125.000. Dennoch war Seefeld mit den Eiskunstlauf-Europameisterschaften 1934 erstmals Ausrichter eines sportlichen Großveranstaltung. Nach dem Verbot der NSDAP in Österreich trafen sich deren ortsansässige Anhänger unter dem Deckmantel des Turnvereins Jahn und beim „Anschluss“ Österreichs am 12. März 1938 zogen Gebirgsjäger der Wehrmacht und SS-Verfügungstruppen bei ihrem Weg nach Innsbruck und zum Brenner durch Seefeld, wo sie jubelnd empfangen wurden.
Danach entwickelte sich – nicht zuletzt aufgrund der Weltmeistertitel von Anton Seelos – der Tourismus wieder und Seefeld wurde auch als Tagungsort genutzt, so zum Beispiel für ein Anfang November 1942 veranstaltetes „Physikerlager“, bei dem die Quantenmechanik und die „weltanschaulichen Auswirkungen der Relativitätstheorie“ unter Teilnehmern wie Bruno Thüring, Wolfgang Finkelnburg, Werner Heisenberg und Carl Friedrich von Weizsäcker diskutiert wurden. Nach den beiden Luftangriffen auf Innsbruck im Dezember 1943 wurden die dortigen Kliniken zum Teil nach Seefeld verlegt.
Am 28. April 1945 erreichte im Rahmen sogenannter „Evakuierungstransporte“ ein Zug mit rund 1.700 jüdischen Häftlingen aus dem KZ Dachau Seefeld. Die Bahnstrecke war in Reith unterbrochen, so dass die Gefangenen zu Fuß weiter ins Inntal marschieren sollten. In Mösern erreichte die SS-Bewacher der Befehl des Gauleiters Franz Hofer zum Umkehren, so dass am nächsten Tag der Großteil der Gruppe zum Rückweg nach Seefeld gezwungen wurde, um mit dem Zug wieder nach Mittenwald transportiert zu werden. Einige Häftlinge überlebten die Strapazen nicht und die Toten wurden außerhalb des Ortes auf dem Gelände des späteren Waldfriedhofs bestattet.
Bereits 1946 fanden wieder Skirennen statt, 1947 wurde am Gschwandtkopf ein Sessellift erbaut und Ende Januar 1949 war Seefeld Gastgeber der ersten Internationalen Winterspiele der Gehörlosen sowie 1952 der Österreichischen Eiskunstlaufmeisterschaften. In den 1950er Jahren entwickelte sich Seefeld zum gut besuchten Urlaubsort, nicht zuletzt durch Werbefahrten der Musikkapelle nach Italien, Belgien und die Niederlande. Der Ort wurde als Filmmotiv genutzt („Ja, ja, die Liebe in Tirol“) und ab 1954 wurde das Skigebiet Rosshütte mit Liften erschlossen. Die 1948 in Grins gegründete Landwirtschaftliche Fachmittelschule wurde 1950 nach Seefeld verlegt und bestand als Höhere Bundeslehranstalt für alpine Landwirtschaft bis ins Jahr 1956, als sie nach Raumberg umzog.
Internationale Bekanntheit erlangte Seefeld, das bisher vom alpinen Skisport geprägt war, im Jahr 1964 als Austragungsort der nordischen Disziplinen der Olympischen Winterspiele in Innsbruck. Als Generalprobe hatte im Jahr zuvor die Biathlon-Weltmeisterschaft stattgefunden. Seefeld wurde durch eine Ortsumfahrung vom Durchgangsverkehr entlastet und 105 Sonderzüge der Karwendelbahn brachten 53.000 Reisende in den neu erbauten Bahnhof. Auch bei den Spielen 1976 fanden die Nordischen Wettbewerbe hier statt. In deren Vorfeld erhielt die Seefelder Straße Richtung Scharnitz 1974 eine breitere, flachere Trasse und der Schlossberg mit Burgruine wurde abgetragen. Anfang der 1970er Jahre wurde eine Pilotanlage für Kabelfernsehen von Telesystem Tirol errichtet und ab 1975 von einem ortsansässigen Familienunternehmen betrieben. Im Jahr 1985 war Seefeld der Schauplatz der Nordischen Skiweltmeisterschaften, 1986 fanden in der WM-Halle die Taekwondo-Europameisterschaften statt. Wegen Schneemangels in Innsbruck wurden die nordischen Disziplinen der Winter-Paralympics 1988 in Seefeld ausgetragen.
Die Familienserie Almenrausch und Pulverschnee wurde 1992 in der Umgebung von Seefeld gedreht.

### 21. Jahrhundert
Der in der Snowboardszene sehr bekannte Air & Style Snowboard Contest wurde in den Jahren 2000 bis 2004 in Seefeld ausgetragen. Seit 2004 findet im Ort der Doppelweltcup der Nordischen Kombination statt, der 2014 zum Nordic Combined Triple aufgewertet wurde. Bei der 22. Winter-Universiade 2005 war Seefeld ebenfalls Schauplatz mehrerer Wettbewerbe. Die fünfte Etappe der Deutschland Tour 2006 endete mit einer Bergankunft im Ort, 2008 richtete man die Österreichischen Straßen-Radmeisterschaften aus.
Bei den im Jänner 2012 erstmals veranstalteten Olympischen Jugend-Winterspielen wurden die Sportarten Biathlon, Skispringen, Langlauf und Nordische Kombination in Seefeld ausgerichtet. Dies machte Seefeld und Innsbruck zum dreimaligen Olympia-Gastgeber. Im Juni 2014 vergab die FIS die Ausrichtung der Nordischen Ski-WM 2019 nach Seefeld. Die Springen der Nordische Skispiele der OPA 2015 fanden auf der Toni-Seelos-Olympiaschanze statt, im Februar 2016 wurde der Kaiser-Maximilian-Lauf ausgetragen.

### Dorfkern Seefeld

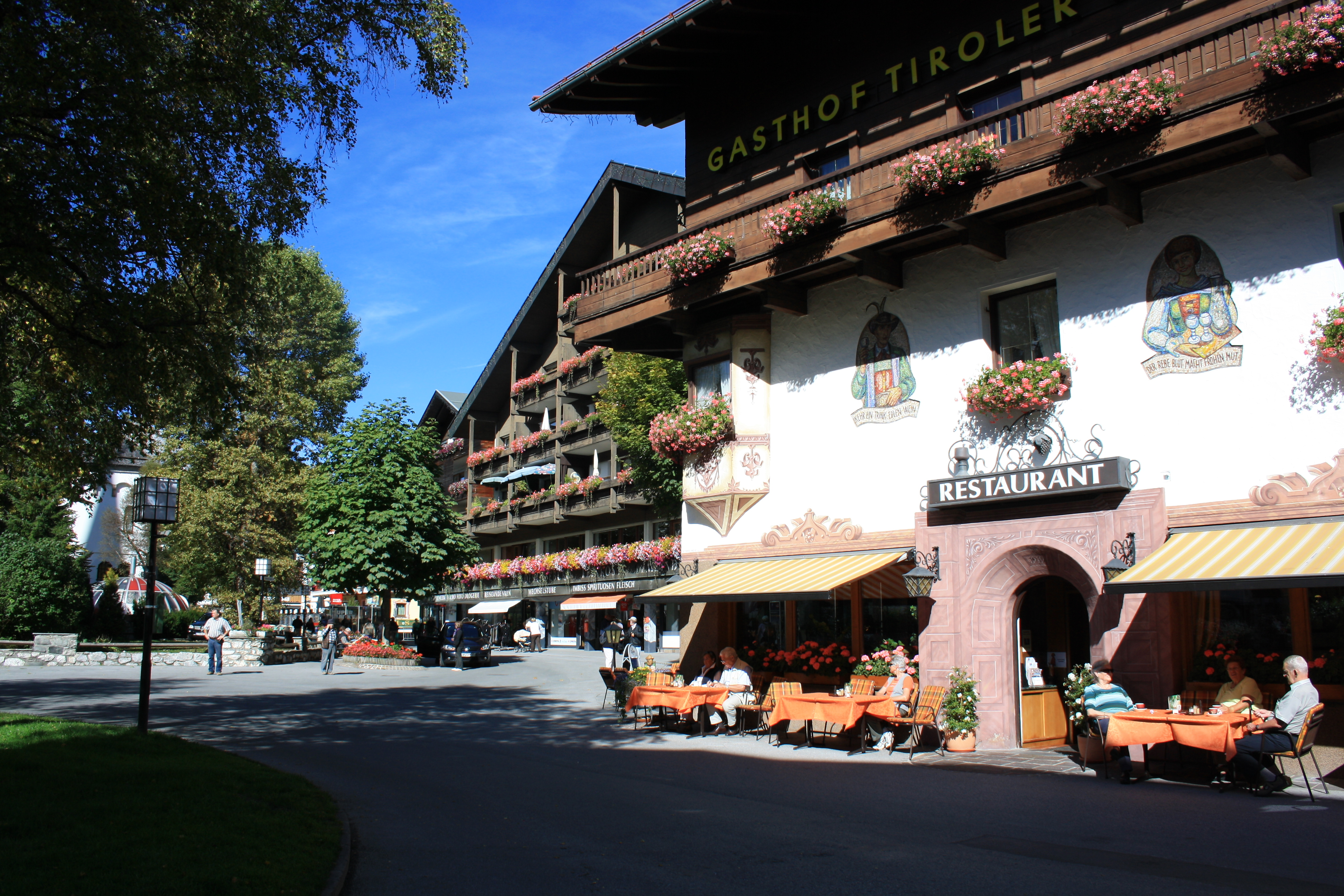
Dorfplatz Seefeld

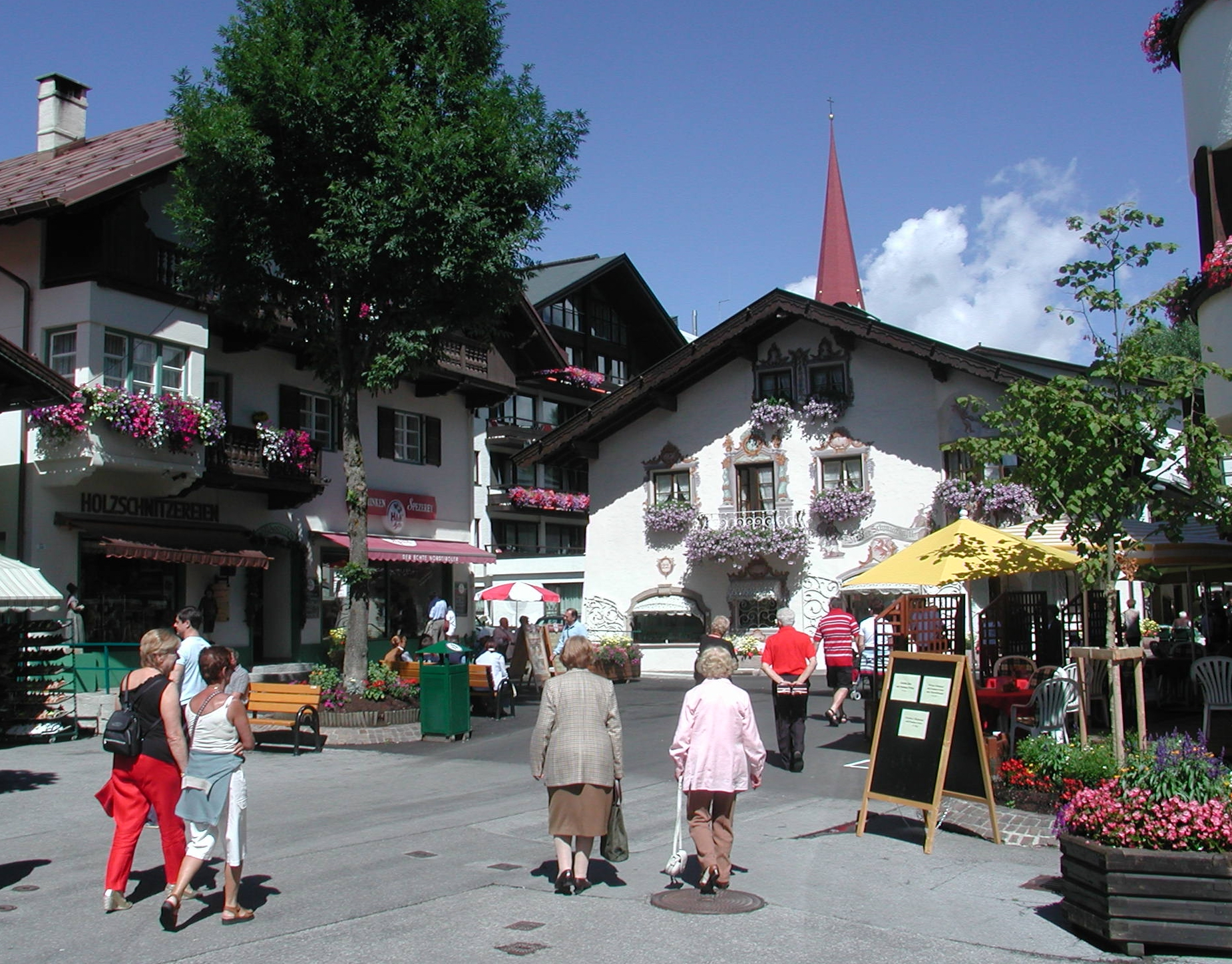
Fußgängerzone Innsbrucker Straße

Rund um die Kirche St. Oswald und den Dorfplatz befinden sich – abgesehen vom ehemaligen Augustinerkloster und dem Pfarrhaus – kaum noch traditionelle Gebäude.
Die Umgehungsstraße, die für die Olympischen Spiele 1964 gebaut wurde, ermöglichte die Einrichtung einer Fußgängerzone, in der sich über 80 Ladengeschäfte befinden. Lokale laden selbst im Winter auf den Außenterrassen und den Schneebars zum Verweilen ein. Ein Casino mit Ganzjahresbetrieb ist ebenfalls vorhanden.
Einige Szenen der Tatort-Folge 536 Tödliche Souvenirs (Buch: Felix Mitterer) wurden am Dorfplatz in Seefeld gedreht.

### Bevölkerungsentwicklung
EinwohnerJahr050010001500200025003000350040001860189019201950198020102040EinwohnerEinwohnerentwicklung von Seefeld in Tirol

## Kultur und Sehenswürdigkeiten

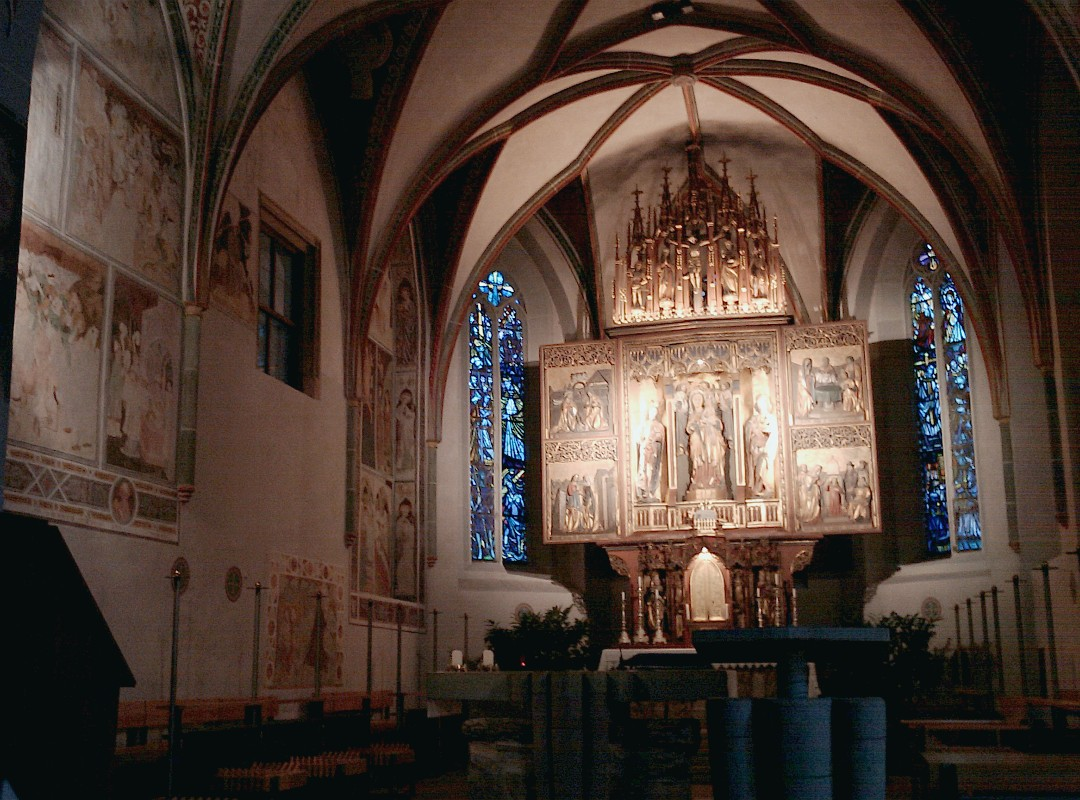
Wandmalereien Pfarr- und Wallfahrtskirche Seefeld in Tirol

- Katholische Pfarr- und Wallfahrtskirche Seefeld in Tirol hl. Oswald
- Ehemaliges Augustinerkloster westlich an der Pfarrkirche, heute ein Fünf-Sterne-Hotel, 1516 von Maximilian I. als Herberge begründet
- Pfarrhof, südlich der Pfarrkirche erhöht gelegen
- Seekirche Hl. Kreuz (Seekirchl) im Westen des Ortes: Wahrzeichen von Seefeld, unter Erzherzog Leopold V. vom Innsbrucker Hofbaumeister Christoph Gumpp im Barockstil errichtet (Bauzeit 1629–1666), Malereien von Josef Anton Puellacher
- Seefelder Waldfriedhof am östlichen Ortsrand mit Friedhofskapelle, ebendort die Jüdische Gedenkstätte Seefeld im Gedenken an die Toten des Eisenbahntransports Ende April 1945 vom KZ Dachau
- Klause und Ehemalige Burgruine Schlossberg nördlich des Ortes
- Meilenstein, unbeschriftet, vermutlich römisch, sekundär ein Kruckenkreuz eingemeißelt[70]

## Wirtschaft und Infrastruktur

### Tourismus

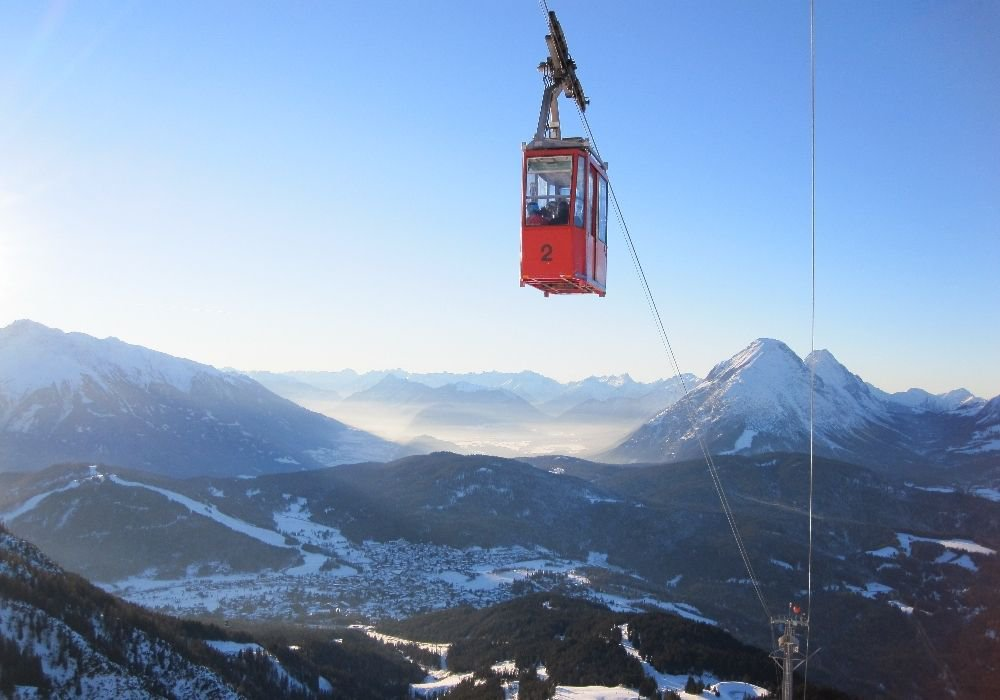
Blick vom Skigebiet Rosshütte auf Seefeld und das Inntal

In Seefeld stehen zwei Fünf-Sterne-Hotels sowie 27 Vier-Sterne-Hotels zur Verfügung. Rechnet man die Hotels der Olympiaregion Seefeld dazu, so ergeben sich vier Fünf-Sterne-Hotels und 39 Vier-Sterne-Hotels, was eine der höchsten 4- und 5-Sterne-Hoteldichte aller österreichischen Regionen ergibt. Zurzeit gibt es in Seefeld ca. 8.100 Gästebetten, in der Olympiaregion ca. 15.000.
Seefeld wird von einem breiten internationalen Publikum besucht. Es ergibt sich folgendes Ranking (nach Nächtigungen) nach den wichtigsten Nationen für 2012: Deutschland, Schweiz/Liechtenstein, Italien, Großbritannien, Niederlande, Österreich, Frankreich, Belgien, Russland, USA.
| Jahr | Nächtigungen |      | Jahr      | Nächtigungen |           | Jahr | Nächtigungen |
| ---- | ------------ | ---- | --------- | ------------ | --------- | ---- | ------------ |
| 1951 | 00147.486    | 2000 | 1.130.000 | 2008         | 1.039.536 |      |              |
| 1956 | 00358.382    | 2001 | 1.148.520 | 2009         | 00993.441 |      |              |
| 1961 | 00606.905    | 2002 | 1.114.022 | 2010         | 1.032.461 |      |              |
| 1966 | 00825.139    | 2003 | 1.087.431 | 2011         | 1.000.084 |      |              |
| 1971 | 1.030.048    | 2004 | 1.087.360 | 2012         | 1.035.647 |      |              |
| 1976 | 1.124.825    | 2005 | 1.102.164 | 2013         | 1.092.440 |      |              |
| 1980 | 1.257.432    | 2006 | 1.084.839 | 2014         | 1.043.577 |      |              |
| 1992 | 1.370.000    | 2007 | 1.053.992 | 2015         | 1.133.751 |      |              |

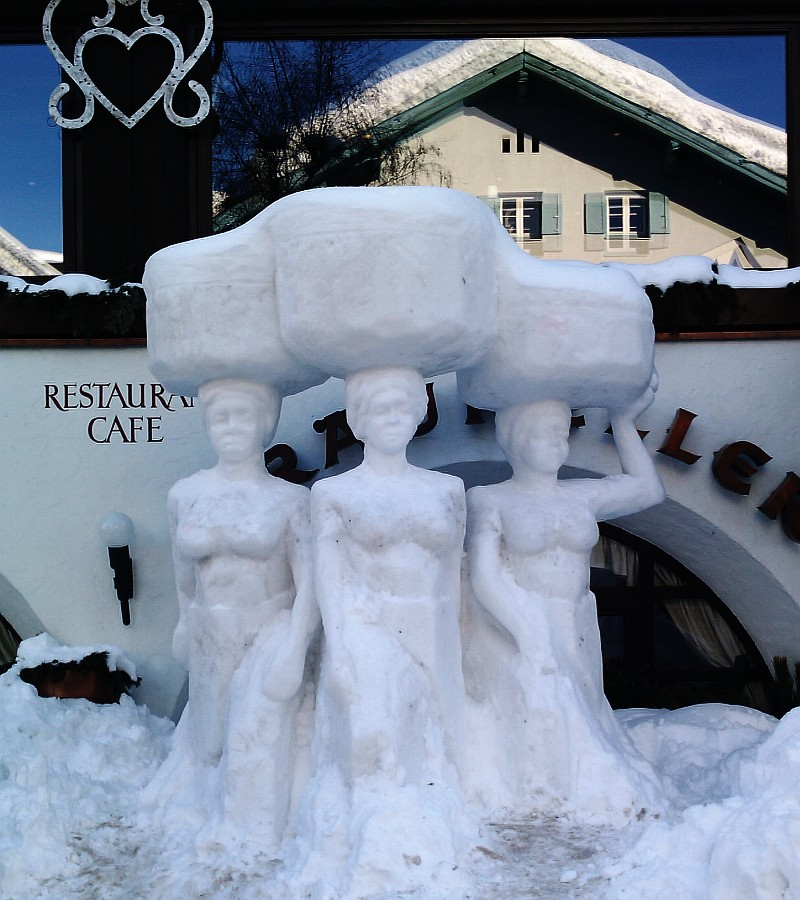
Figurengruppe auf dem Seefelder Schneefest

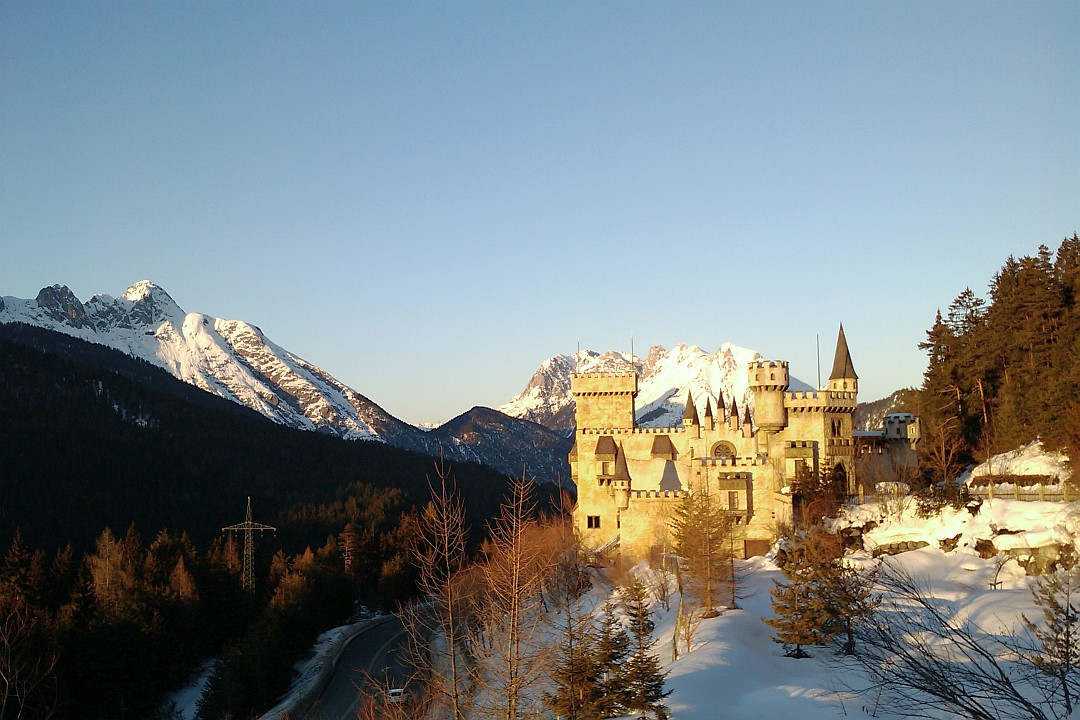
Playcastle oberhalb der Seefelder Straße

Da das Seefelder Plateau bei Nordströmung im Winter sehr viel Neuschnee erhält und auf Grund seiner topografischen und mikroklimatischen Gegebenheiten auch als Sibirien Tirols bezeichnet wird (Tagestemperaturen unter −20 °C sind keine Seltenheit), gilt die Region als äußerst schneesicher.
Die beiden Alpinskigebiete Seefelds werden durch einen kostenlosen Skibus verbunden. Die im Nordosten an Seefelder Joch und Härmelekopf gelegenen Pisten werden durch die Bergbahnen Rosshütte Seefeld-Tirol-Reith AG (Hauptaktionär: Gemeinde Seefeld mit ca. 95 Prozent Anteilsbesitz) mit insgesamt neun Liften (darunter drei 6er-Sesselbahnen mit Windschutz, zwei davon mit Sitzheizung, eine Standseilbahn, zwei Pendelbahnen und drei Schlepplifte) erschlossen, der südlich von Seefeld liegende Gschwandtkopf durch acht privat betriebene Lifte (ein 4er-Sessellift, ein Einersessellift, Schlepplifte). Diese Skigebiete sind größtenteils schneeunabhängig: die Pisten der Rosshütte sind zu 100 % mit energiesparenden HKD-Schneelanzen und aus eigenem Speichersee beschneibar, die des Gschwandtkopf sind mittels Niederdruckpropellerbeschneiung aus der öffentlichen Wasserversorgung ebenfalls nahezu vollständig beschneibar.
Darüber hinaus befinden sich in unmittelbarer Nähe des Ortszentrums der Geigenbühellift und die Birkenlifte (jeweils Schlepplifte).
Viele Gäste kommen selbst im Winter nicht ausschließlich zum Skifahren/Langlaufen nach Seefeld, sondern auch wegen des großen Angebots abseits der Pisten: Pferdeschlittenfahrten, Eisstockschießen, Schlittschuhfahren, Schneeschuhwandern, Rodeln, Snowfun-Sportarten (Snowrafting), großes Erlebnisbad (Olympia- und Kongresszentrum) mit Innen- und Außenpool, 140-m-Wildwasser- und 110-m-SilverStar-Familienrutsche und einem großzügigen Saunenbereiche. Über 140 km Wanderwege werden im Winter präpariert, das Sommernetz umfasst über 650 km. Über 266 km Routen für Laufen und Nordic Walking stehen den Sportbegeistern in der warmen Jahreszeit offen, Winterrouten sind 70 km verfügbar. Das Streckennetz für Radler umfasst 570 km.
Ausgehend vom Kurpark führt ein gesteinskundlicher Lehrpfad durch das Hermannstal, der durch die Eiszeitgletscher abgelagerte Findlinge aus der Region vorstellt und deren Herkunft beschreibt. Der Kaiser-Maximilian-Weg rund um den Wildsee informiert auf elf Schautafeln über See, Moor, Pflanzen- und Tierwelt und Klima am Seefelder Sattel. Weiters verfügt der Ort über ein Spielcasino, drei Kneippanlagen, zwei Minigolfanlagen, ein Yogazentrum im Hotel Klosterbräu und drei Discotheken.
Seit 1969 findet am ersten Sonntag im August der Blumencorso mit aus Blüten bestehenden Figuren statt, im Winter modellieren Künstler für das am letzten Januarwochenende ausgerichtete Schneefest überlebensgroße Schneeskulpturen.
Seefeld ist einer der wenigen österreichischen Urlaubsorte mit einer ausgeglichenen Winter und Sommersaison (über 500.000 Übernachtungen im Sommer 2010). Der Ort ist Mitglied bei Best of the Alps. In dieser Vereinigung haben sich qualitativ führende Ferienorte des Alpenraums (Deutschland, Österreich, Schweiz, Italien, Frankreich) zusammengeschlossen. In Österreich gehören noch Lech/Zürs, Kitzbühel und St. Anton diesem Zusammenschluss an.
Die 279 km Loipen der Olympiaregion Seefeld gelten als das Skilanglauf-Mekka in Europa und wurden vom ADAC mit dem Titel Bestes Langlaufgebiet 2007 ausgezeichnet. Bei der Leserwahl des DSV-Atlas Ski wurde das Gebiet der Olympiaregion Seefeld mit Platz 1 von 232 weltweit nominierten Gebieten in der Kategorie Exzellente Loipen ausgezeichnet. Das Langlaufgebiet befindet sich in einer Höhenlage zwischen 1.180 m und 1.550 m, der Schwierigkeitsgrad reicht von leicht bis schwer. Es gibt eine 3 km lange Nachtloipe zwischen Seefeld und Mösern. Seefeld war nach Leutasch eine der ersten Gemeinden, die eine Loipengebühr eingeführt haben.
Das 1998 als „interaktives Erlebnisschloss“
erbaute PlayCastle im Norden von Seefeld wurde nach nur einem Jahr Betrieb wieder geschlossen. In der Folge scheiterten verschiedene Nutzungskonzepte.
Für 2012 hatte der seit 2007 bestehende Eigentümer, der frühere Investor bei Cosmos, die Wiedereröffnung angekündigt. Nach einem Pre-Opening im April wurde im Mai 2013 an Wochenenden ein Club betrieben, danach fanden nur sporadisch Veranstaltungen statt. Die Zukunft ist nach wie vor ungewiss was mit dem Playcastle weiter passieren soll, es war geplant ein Veranstaltungszentrum das auch bewilligt wurde, es ist aus derzeitigen Stand nicht sicher wann und ob es in Betrieb gehen wird.
Gemeinsam mit seinen Nachbarorten veranstaltet Seefeld den Internationalen 3-Tage-Einhormarsch, eine dreitägige Volkswanderung, die jährlich am dritten Wochenende im September stattfindet. Veranstalter ist die „Tourismusverband Olympiaregion Seefeld“. Die Volkswanderung ist seit 1987 der österreichische Beitrag zur IML Walking Association.

### Olympiaregion Seefeld
Seefeld bildet mit seinen Nachbarorten Leutasch, Reith bei Seefeld, Mösern, Buchen und Scharnitz die Olympiaregion Seefeld.

### Verkehrsanbindung
Bahnverkehr

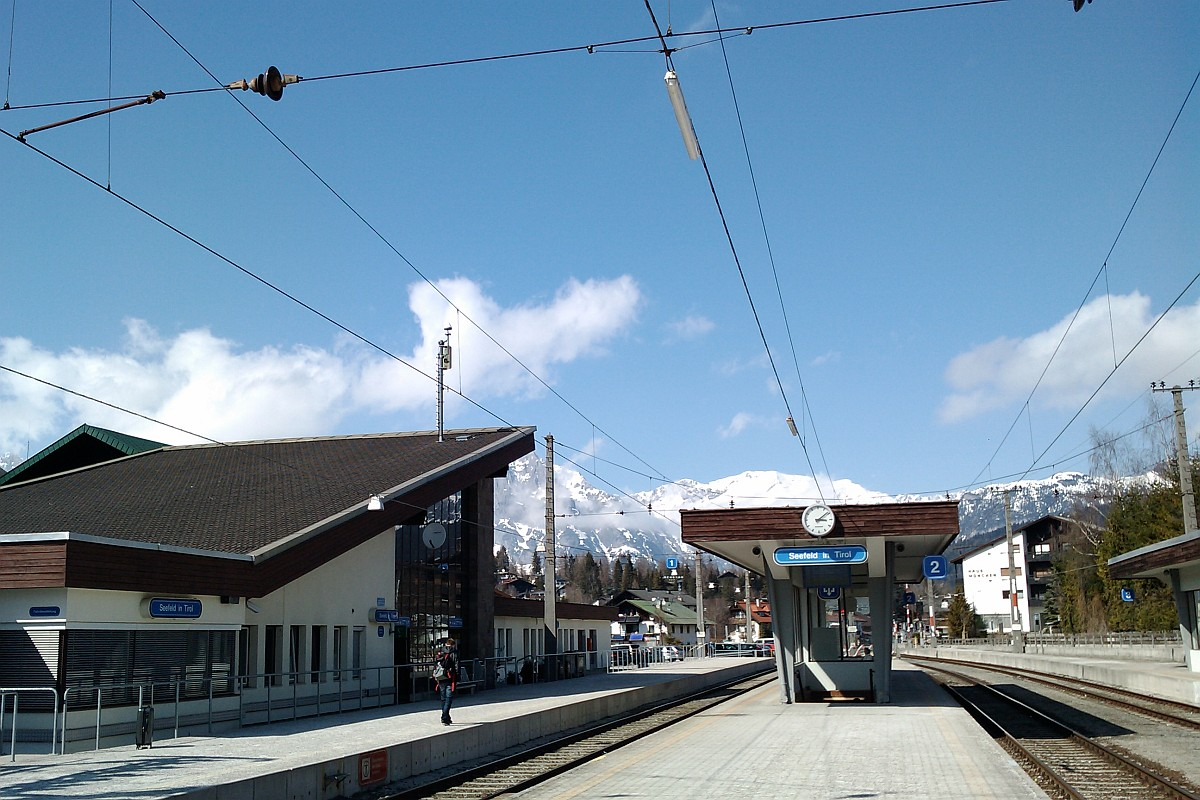
Bahnhof Seefeld in Tirol

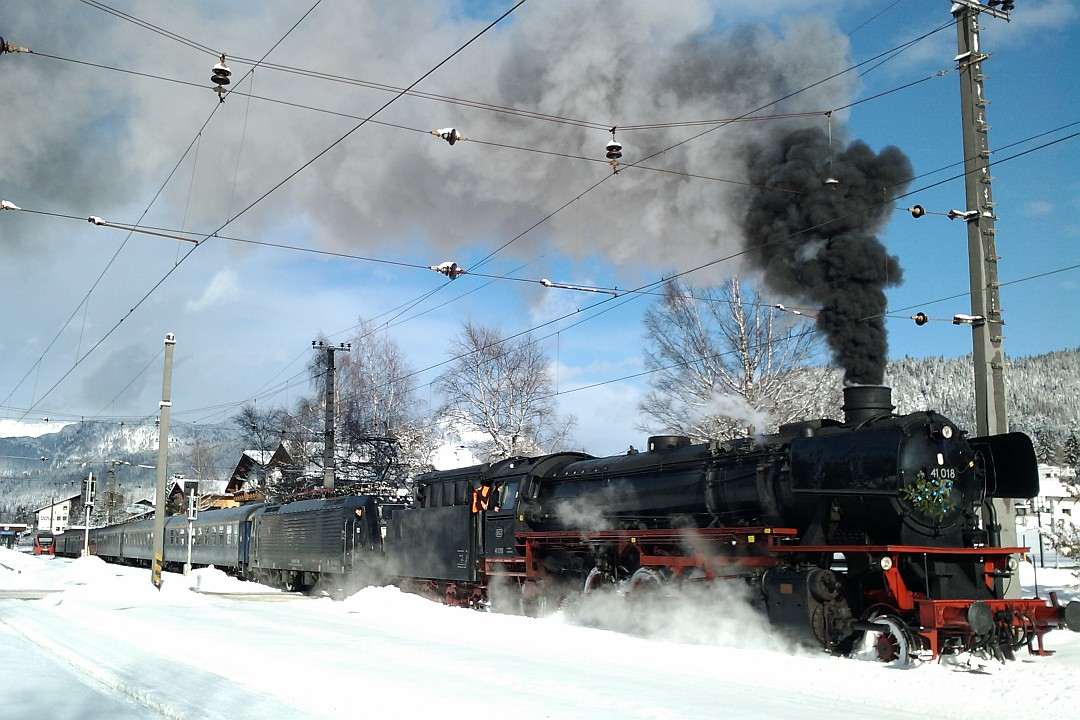
Museumszug der DR-Baureihe 41 in Seefeld

Seefeld liegt an der Karwendelbahn, über die der Ort von München und Innsbruck erreichbar ist. Es gibt im Halbstundentakt mit der  eine Verbindung zum Innsbrucker Hauptbahnhof beziehungsweise nach Scharnitz. Im 2-Stunden-Takt verbindet ein Regional-Express Seefeld mit dem Starnberger Flügelbahnhof in München. Seit dem Winterfahrplan 2010 ist der Bahnhof Seefeld die höchstgelegene ICE-Station in Europa. Am Wochenende hält hier ein ICE-Zugpaar auf dem Weg von Hamburg-Altona über Berlin nach Innsbruck.
Busverkehr
In Seefeld halten drei Buslinien des Verkehrsverbundes Tirol und eine Fernbuslinie:
| Linie | Linienbezeichnung | Linienverlauf                                                                                             |
| ----- | ----------------- | --- |
| 4184  | regiobus Tirol    | Seefeld/Tirol – Leutasch – Oberleutasch – Buchen                                                          |
| 4186  | regiobus Tirol    | Seefeld/Tirol – Gießenbach – Scharnitz – Mittenwald – Leutasch – Seefeld/Tirol – Reith – Leithen          |
| 8354  | regiobus Tirol    | Seefeld/Tirol – Mösern – Telfs                                                                            |
| 040   | MeinFernbus       | Innsbruck – Seefeld (Rosshütte) – Garmisch-Partenkirchen – ZOB München (Hackerbrücke) – München Flughafen |

Straßenverkehr
Per Pkw kann man Seefeld über die Seefelder Straße B 177 erreichen, die von Zirl über den Zirler Berg nach Scharnitz bzw. Mittenwald führt. Eine weitere Straßenverbindung aus dem Inntal führt von Telfs über Mösern, über die Straße nach Leutasch lässt sich Mittenwald auch unter Umgehung des Scharnitzpasses erreichen.
Der Flughafen Innsbruck liegt etwa 20 km von Seefeld entfernt. Im Winter gibt es direkte Linienflüge u. a. aus Hamburg, Berlin, Düsseldorf und Frankfurt, darüber hinaus täglich von und nach Amsterdam, Eindhoven und Rotterdam, London, Moskau und Wien.

### Ver- und Entsorgung
Die Wasserversorgung speist sich zum großen Teil aus den ergiebigen „Eppzirler Quellen“ im Tal des Gießenbachs an der nordöstlichen Grenze der Gemeinde. Die in den 1950er und 1960er Jahren errichteten bzw. erweiterten Brunnen an der Seewiese zwischen Fußball- und Tennisanlage und am Wildsee werden nur mehr für die Notwasserversorgung herangezogen bzw. für Brauchwasser (Beschneiung der Skipisten und Langlaufloipen, Bewässerung von Eislaufplatz und Fußballfeldern sowie des Sprungschanzenareales).
Zur Olympiade 1964 wurde eine der ersten vollbiologischen Kläranlagen Österreichs errichtet und 1974 erweitert. Ende der 1990er Jahre begannen Planungen für den Ausbau von bisher 10.000 auf 26.000 Einwohnerwerte. Im Jahr 2005 wurde für ca. 12 Millionen Euro das erste Abwasserkraftwerk Österreichs errichtet: das geklärte Wasser wird nicht mehr zur Isar abgeleitet, sondern zum Zirler Berg gepumpt und das Gefälle zum Inntal mit ca. 600 m Höhenunterschied zum Betrieb einer Turbine genutzt. Je nach Abwasseraufkommen wird auch dem Seebach Wasser entnommen, um einen gleichmäßigen Durchfluss zu erreichen. Von den 5,5 Millionen Kilowattstunden Jahresarbeitsvermögen werden 0,5 GWh für die Abwasserreinigung und 1,5 GWh für das Pumpwerk aufgewendet, so dass die Nettoerzeugung von 3,5 GWh etwa dem Bedarf aller Privathaushalte in Seefeld entspricht.
Seit Ende 2007 versorgt die Ortswärme Seefeld GmbH (Eigentümer Gemeinde Seefeld) den Ort mit Fernwärme aus Biomasse.
Anfangs wurden etwa vier Millionen Liter Heizöl pro Jahr eingespart. Mittlerweile wird über die Hälfte des Wärmebedarfs von Seefeld durch das Biomasseheizwerk gedeckt und jährlich 10.500 Tonnen CO2 vermieden.

### Kommunikation und Telekommunikation
Die Pilotanlage von Telesystem Tirol für Kabelfernsehen wurde im Jahr 1975 von einem in Auland ansässigen Familienunternehmen übernommen. Heute sind etwa 900 Teilnehmer in Seefeld und Reith angeschlossen. DVB-T wird durch eine Sendeanlage auf dem Gschwandtkopf ausgestrahlt.
Im gesamten Dauersiedlungsraum Seefelds ist Breitband-Internet sowie LTE mit bis zu 150 MBit/s verfügbar. Es ist entbündeltes DSL mit symmetrischer Bandbreite von bis zu 20 Mbit/s erhältlich, ADSL bis 30 Mbit/s. Über das Kabelnetz wird ebenfalls Breitbandinternet angeboten. Kostenlosen WLAN-Zugang gibt es seit August 2012 in der Fußgängerzone mit dem Kurpark, am Sport- und Kongresszentrum, um das Seekirchl und an der Casino Arena um die Sprungschanzen am Gschwandtkopf sowie an einigen Stationen im Skigebiet Rosshütte.

### Sportanlagen

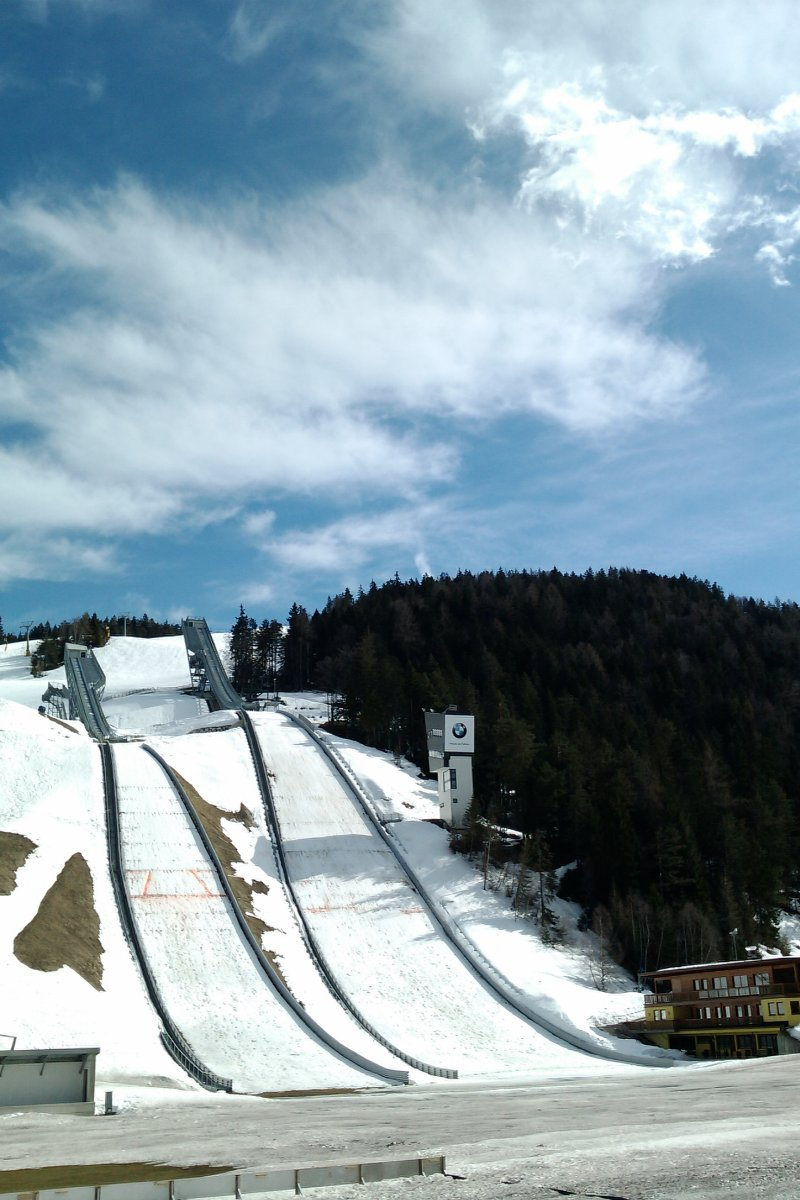
Die Toni-Seelos-Olympiaschanzen

Seefeld hat in den letzten Jahren seine Sportstätten ausgebaut und erneuert und positioniert sich als Nordisches Kompetenzzentrum für das Training von Nationalmannschaften und Vereinen sowie des Skigymnasiums Stams.
- Toni-Seelos-Olympiaschanzen in der Casino Arena am Nordwesthang des Gschwandtkopf (HS 109 und HS 75)
- Biathlonanlage mit 30 Schießständen
- 279 km Loipen für Skilanglauf, davon für Skating 125 km und für klassischen Stil 154 km
- asphaltierte Rollski-Strecke mit 3,6 km Länge und 3 m Breite mit Varianten von 560 m bis 4,7 km
- FIS-homologierte Rennstrecken für Slalom und Riesenslalom am Gschwandtkopf[95]
- Skigebiete Rosshütte, Gschwandtkopf und Geigenbühel-/Birkenlifte
- Kunsteisbahnen zum Eislaufen und Eisstockschießen
- Zwei Rasenplätze für Fußball, ein weiterer ist geplant
- WM-Halle mit 8 Tennisplätzen und 4 Außenplätzen
- Tennisclub Seefeld mit 6 Sandplätzen
- Golfplätze: Golfclub Seefeld-Reith (9-Loch, Par 70) und Panoramagolfanlage am Geigenbühel, ein 18-Loch-Platz liegt in Wildmoos (Telfs)
- 266 km beschilderte Lauf- und Nordic-Walking-Strecken
- 570 km Rad- und Mountainbike-Strecken
- Beachvolleyballplatz
- Zwei Reithallen mit Außenplätzen
- Fitnessstudio & Physiotherapie

Zahlreiche Vereins- und Nationalmannschaften hielten bereits Fußball-Trainingslager in Seefeld ab, so beispielsweise die Niederlande als Vorbereitung für die WM 2010 oder 2012 der englische Meister Manchester City. Die Hallen-Europameisterschaften der Senioren im Tennis, die 2014 zum 38. Mal ausgetragen wurden, sind mit mehr als 650 Teilnehmern aus über 30 Nationen das größte Hallenturnier Europas.

### Öffentliche Einrichtungen

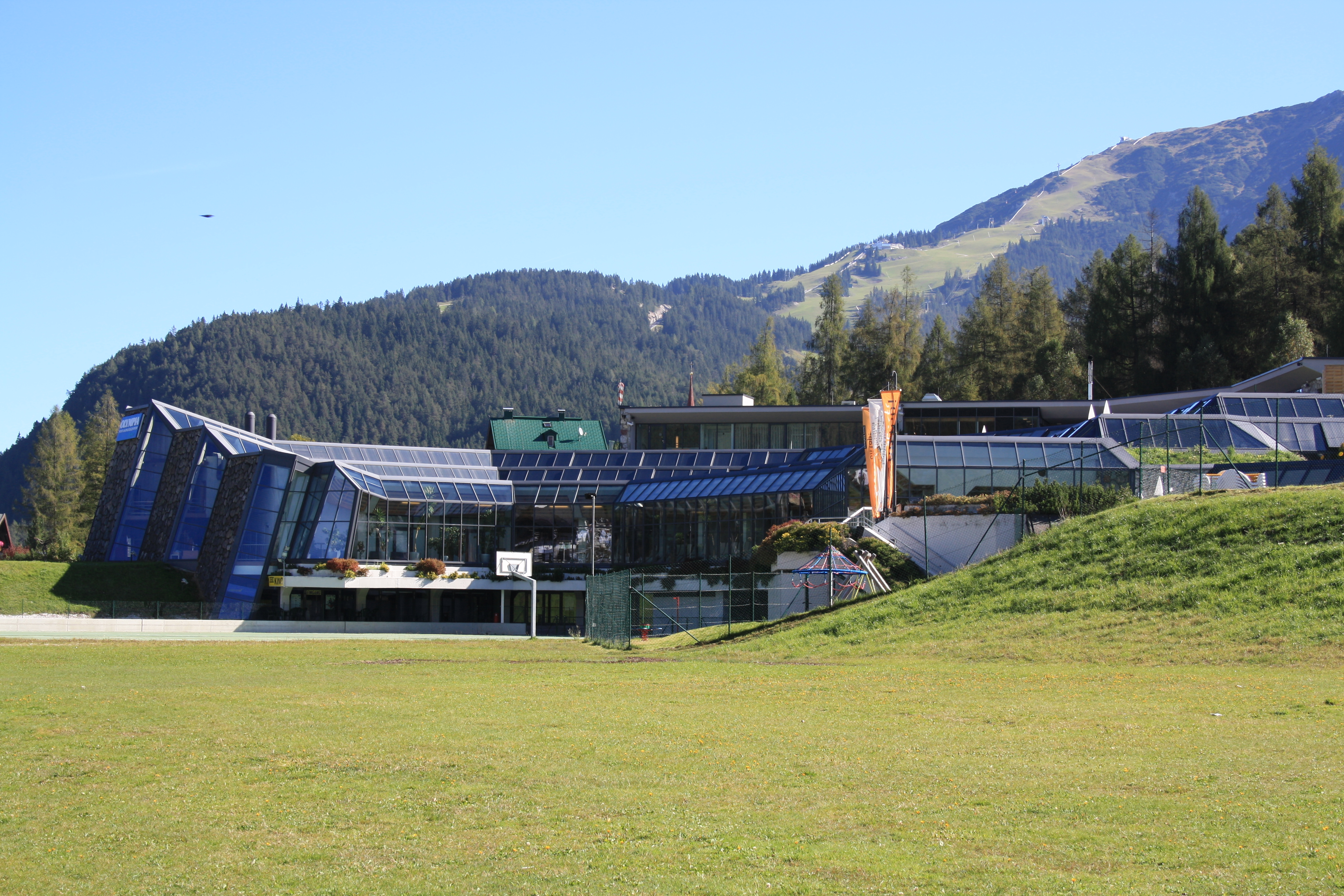
Kongresszentrum mit Olympiabad und Kino

- Bibliothek

### Bildung
- Neue Mittelschule Seefeld
- Volksschule Seefeld

### Sonstiges
In der WM-Halle können Veranstaltungen mit bis zu 2.000 Besuchern abgehalten werden. Das Olympia Sport- und Kongresszentrum in Seefeld verfügt über Tagungssäle mit insgesamt 450 m² Fläche sowie den Kinobetrieb Cinepoint, welcher im Mai 2013 den ersten HFR-3D-Projektor mit 60 Bildern pro Sekunde (was der „Higher Frame Rate“ von James Camerons Filmprojekten entspricht) sowie mit 4K-Auflösung für 2D in Österreich installierte.

## Politik

### Bürgermeister
Die letzten regulären Gemeinderats- und Bürgermeisterwahlen fanden landesweit am 27. Februar 2022 statt. In Seefeld wurde Markus Wackerle zum Bürgermeister gewählt. Nach dessen Rücktritt wurde am 25. Februar 2024 neu gewählt. Andrea Neuner (Liste Seefeld bewegen) wurde mit 1.046 von 1.319 Stimmen zur neuen Bürgermeisterin gewählt.

### Gemeinderat
| Partei                 | Prozent | Stimmen | Sitze im Gemeinderat | Koppelung |
| ---------------------- | ------- | ------- | -------------------- | --------- |
| Seefeld bewegen – SBW  | 53,81 % | 649     | 8                    |           |
| Aktiv für Seefeld – AS | 46,19 % | 557     | 7                    |           |

### Wappen
Das 1946 verliehene Gemeindewappen zeigt in Silber ein rotes, aufsteigendes Einhorn. Dabei handelt es sich um das Wappentier Oswald Milsers (siehe Mils bei Hall), auf den das Hostienwunder und damit die einst bedeutende Wallfahrt zurückgeht.

### Flagge
Die Flagge von Seefeld ist rot-weiß (1:1) gestreift und mittig mit dem Gemeindewappen belegt.

### Partnergemeinde
Seit 1997 unterhält Seefeld in Tirol eine Partnerschaft mit der deutschen Stadt Salzkotten.

## Persönlichkeiten

### Söhne und Töchter von Seefeld in Tirol
- Johann Baptist Schöpf (1824–1863), Sprachforscher
- Walter Delle Karth sen. (1911–2004), Nordischer Skiläufer
- Anton Seelos (1911–2006), Skirennläufer und Skitrainer
- Johann Seelos (1914–1945), Skirennläufer
- Paul Haslwanter (1915–1992), Skilangläufer
- Johann Wanner (1919–1942), Widerstandskämpfer gegen das NS-Regime
- Luis Seyrling (1923–2001), Skirennläufer
- Regina Schöpf (1935–2008), Skirennläuferin
- Veronika Bennholdt-Thomsen (* 1944), Ethnologin und Soziologin
- Manfred Gabrielli (1944–2005), Sportjournalist
- Wilhelm Grissemann (* 1944), Politiker
- Tilmann Märk (* 1944), Physiker
- Hans Knitel (1944–2017), Jurist und Diplomat
- Jan-Carl Raspe (1944–1977), Terrorist der RAF
- Maresa Hörbiger (* 1945), Schauspielerin
- Florian Liewehr (1945–2014), Schauspieler
- Giselher Smekal (* 1945), Musiker und Radiomoderator
- Rudolf Wanner (* 1951), Skispringer
- Hannes Schönegger (* 1970), Mitbegründer der TTR World Snowboard Tour
- Martin Tauber (* 1976), Skilangläufer
- Gregor Glanz (* 1979), Schlagersänger
- Lena Triendl (* 2000), Fußballspielerin

### Bekannte Einwohner von Seefeld
- Karl Mühlberger (1857–1944), Leiter der Bürgermusikkapelle Seefeld von 1928 bis 1933.
- Erwin von Lahousen (1897–1955), Geheimdienstoffizier und Zeuge im Nürnberger Hauptkriegsverbrecherprozess
- Friedrich Wilckens (1899–1986), Komponist und Pianist
- Harald Kreutzberg (1902–1968), Tänzer
- Lilly von Sauter (1913–1972), Schriftstellerin
- Heinz Haber (1913–1990), Physiker und Gründer von bild der wissenschaft
- Robert Jungk (1913–1994), Publizist und Zukunftsforscher, im Exil in Seefeld von März bis Mai 1933.
- Egon Schöpf (* 1925), Skirennläufer
- Dagmar Rom (1928–2022), Skirennläuferin
- Rudolf Dietrich (1929–2004), Skispringer
- Willi Köstinger (1940–2014), Skispringer und Nordischer Kombinierer
- Michael Halhuber-Ahlmann (* 1947), Psychologe und Pädagoge
- Carola Dertnig (* 1963), Künstlerin
- Dario Đaković (* 1987), Fußballspieler